# 2009 aux Nations unies
Les évènements de l'année 2009 aux Nations unies, dans les organisations internationales et plus globalement les informations concernant le monde entier.
2007 aux Nations unies - 2008 aux Nations unies - 2009 aux Nations unies - 2010 aux Nations unies - 2011 aux Nations unies

## Chronologie

### Janvier 2009
- Mardi 6 janvier 2009 :
  - Ligue arabe : Le secrétaire général Amr Moussa, et les ministres des Affaires étrangères de la Libye, de la Jordanie, du Liban, du Maroc et du Qatar présentent un projet de résolution au Conseil de sécurité des Nations unies qui appelle « à un cessez-le-feu permanent et immédiat, à la levée du siège, à l'ouverture des points frontaliers entre Gaza et Israël et également entre Gaza et l'Égypte ». Les États-Unis font savoir que la situation n'était pas mûre pour une résolution appelant à un cessez-le-feu. Les Européens plaident pour le déploiement d'observateurs internationaux, mais Israël voudrait que ces observateurs empêchent aussi la contrebande d'armes par l'Égypte via les tunnels creusés sous la frontière, alors que les autorités égyptiennes sont opposées à un tel déploiement.
  - UNRWA : Les agences de l'ONU annoncent avoir un urgent besoin de fonds pour couvrir les opérations humanitaires dans la bande de Gaza et ont demandé 67 millions de dollars supplémentaires pour faire face à l'aggravation de la situation à la suite de l'intervention israélienne. Au total, l'ONU demande désormais 529 millions de dollars pour l'année 2009. L'agence des Nations unies pour l'aide aux réfugiés palestiniens a demandé 34 millions de dollars supplémentaires pour de la nourriture, du fioul, de l'argent liquide et des abris pour les nouvelles personnes déplacées par l'offensive israélienne. Le Programme alimentaire mondial, qui vient en aide habituellement à 265 000 Palestiniens dans la bande de Gaza, souhaite élargir ses distributions à 50 000 personnes supplémentaires.

- Mardi 13 janvier 2009 :
  - Droits de l'homme : La Cour européenne des droits de l'homme condamne la Turquie  pour le décès d'un homme, Süleyman Yeter (37 ans), soupçonné d'appartenir à une organisation marxiste-léniniste illégale et qui avait été torturé à mort pendant une garde à vue en 1999. Il avait été interpellé puis placé en garde à vue le 5 mars 1999 à la section antiterroriste de la police d'Istanbul en compagnie de quatre autres personnes soupçonnées d'appartenir au Parti communiste marxiste-léniniste, une organisation armée interdite. Deux jours plus tard, Süleyman Yeter décédait pendant son transport à l'hôpital. Les poursuites contre les policiers soupçonnés d'avoir participé aux tortures avaient également été abandonnées.

- Vendredi 16 janvier 2009 :
  - Internet : Selon la Fédération internationale de l'industrie du disque (IFPI), les ventes de musique numérique ont fortement grimpé en 2008 mais restent faibles au regard des téléchargements illégaux, malgré les efforts de l'industrie du disque pour s'adapter à internet et diversifier ses offres. Les ventes de musique numérique ont augmenté d'environ 25 % en valeur à 3,7 milliards de dollars, représentant 20 % des ventes totales de musique contre 15 % en 2007, mais environ 95 % de la musique téléchargée en 2008, soit plus de 40 milliards de titres, l'a été illégalement et sans payer. Pour tenter d'enrayer le phénomène, l'industrie du disque a lancé de nouveaux services renouvelant les moyens de vendre de la musique, via des abonnements à un service de téléphonie mobile ou à un fournisseur d'accès à internet par exemple. L'IFPI demande aux fournisseurs d'accès à internet de l'aider à lutter contre les violations massives du droits d'auteur sur leurs réseaux et pense avoir commencé à convaincre les gouvernements que ne rien faire n'était pas une option.

- Mardi 20 janvier 2009 :
  - Journalisme : l'Association mondiale des journaux annonce que son congrès annuel est repoussé à une date ultérieure en raison de la « crise financière et économique mondiale ». Ce congrès devait se tenir en Inde, à Hyderabad, du 22 au 25 mars.

- Jeudi 22 janvier 2009 :
  - Droits de l'homme : deux journalistes de la chaîne culturelle franco-allemande Arte, préparant un documentaire sur la manière dont les droits de l'homme sont débattus dans les instances onusiennes, sont expulsés de la salle où se tenait à Genève un débat sur la liberté d'expression et la diffamation des religions, en fait une séance publique consacrée au projet de déclaration pour la conférence mondiale de suivi « Durban II » contre le racisme, prévue en avril à Genève. L'interdiction prononcée par le président de séance, le Russe Youri Boychenko, a été demandée par l'Organisation de la conférence islamique (OCI) et par le groupe africain, alors que les débats devenaient très vifs sur la question de la liberté d'expression et de la diffamation des religions, deux points extrêmement sensibles du projet de déclaration opposant Européens et pays musulmans[1].

- Vendredi 23 janvier 2009 :
  - Internet : selon le cabinet spécialisé comScore, le nombre d'internautes — utilisateurs de plus de 15 ans surfant depuis leur lieu de travail ou leur domicile — a dépassé le milliard dès le mois de décembre 2008 et c'est en Chine qu'on en trouve le plus. N'a pas été pris en compte le trafic généré par les cybercafés, les téléphones portables et autres assistants personnels. Géographiquement, l'Asie de l'Est concentre 41 % des internautes, suivie par l'Europe (28 %), l'Amérique du Nord (18 %), l'Amérique du Sud (7 %) et la région Moyen-Orient et Afrique (5 %). Du niveau nombre d'internautes par nation, on trouve : Chine (180 millions), États-Unis (163 millions), Japon (60 millions), Allemagne et Grande-Bretagne (37 millions chacun), France (34 millions), Inde (32 millions), Russie (29 millions), Brésil (28 millions), Corée du Sud (27 millions), Canada (22 millions) et Italie (21 millions).

- Dimanche 25 janvier 2009 :
  - Alimentation : la Banque mondiale déclare qu'en dépit de la baisse récente du prix des denrées, des millions de personnes à travers le monde continuaient à souffrir de la volatilité des prix. Selon la directrice générale Ngozi Okonjo-Iweala « les prix de l'alimentation, combinés à l'impact de la crise financière, ne font qu'aggraver les difficultés du monde en développement […] Nous nous attendons à ce que la grande volatilité des prix se poursuive, et que les pauvres soient les plus durement touchés, puisqu'ils consacrent la moitié de leurs revenus à l'alimentation ». Les consommateurs ne bénéficient pas toujours de la baisse des matières premières. Dans le cas du maïs, dont le cours mondial a chuté de 32 % en un trimestre, le prix n'a baissé que de 1 % pour les consommateurs de Mombasa (Kenya).

- Lundi 26 janvier 2009 :
  - Afrique : ouverture à Pretoria du quatrième sommet extraordinaire au sujet du Zimbabwe en un an des dirigeants Communauté de développement d'Afrique australe (SDAC) en présence de huit chefs d'État sur quinze. Les autres pays sont représentés au niveau ministériel. Le président malgache Marc Ravalomanana a dû rentrer dans son pays où l'opposition se mobilise. La communauté tente de mettre d'accord le président Robert Mugabe et son opposition, qui ont échoué à appliquer l'accord de partage du pouvoir, signé le 15 septembre. En marge du sommet, le chef de l'opposition Morgan Tsvangirai s'est entretenu avec le président tanzanien Jakaya Kikwete.
  - Droits de l'homme : Ouverture à la Cour pénale internationale de La Haye du procès de Thomas Lubanga, ancien chef de milice accusé de crimes de guerre pour avoir enrôlé et fait combattre, pendant la guerre civile d'Ituri, des enfants-soldats de moins de 15 ans dans l'aile militaire de sa milice, l'Union des patriotes congolais. Entre septembre 2002 et août 2003, les affrontements en Ituri entre des milices soutenues par les ethnies Hema (proche de l'UPC) et Lendu, pour le contrôle notamment de mines d'or, ont fait 60 000 morts et des centaines de milliers de déplacés[2].
  - Réchauffement climatique : création officielle à Bonn (Allemagne) de l'agence Internationale pour les Énergies Renouvelables (IRENA), par cinquante pays — notamment l'Allemagne, l'Espagne et le Danemark — qui se sont engagés de longue date en faveur des énergies vertes. Au total, une centaine de nations sont présentes à la conférence inaugurale, même si certains grands pays (États-Unis, Chine, Japon, Brésil…) ne s'y associent pas dans l'immédiat.

- Mardi 27 janvier 2009 :
  - Afrique : le Conseil de sécurité de l'ONU vote la résolution 1865, rédigée par la France et adoptée à l'unanimité. Elle proroge pour six mois le mandat de l'ONUCI mais en réduisant légèrement son effectif de 8 115 à 7 450, pour tenir compte des progrès sur la voie de la stabilisation du pays. Le Conseil exige aussi que les acteurs politiques ivoiriens s'entendent rapidement sur un nouveau calendrier électoral et fixent une date définitive pour l'élection présidentielle, constamment repoussée depuis trois ans.

- Mercredi 28 janvier 2009 :
  - Alimentation : L'Organisation des Nations-Unies pour l'Alimentation et l'Agriculture, annonce que le Libéria pourrait faire face à une nouvelle vague de chenilles légionnaires destructrices de récoltes. Les larves peuvent se reproduire rapidement et pondre quelque 1 500 œufs en une semaine qui peuvent produire de chenilles destructrices des récoltes en quelques jours puis les chenilles retournent dans le sol durant sept à douze jours avant de devenir adultes.

- Jeudi 29 janvier 2009 :
  - Alimentation : La FAO s'inquiète des promesses non tenues des pays riches et du risque de flambée des prix des denrées, car les mesures pour augmenter la production dans les pays pauvres tardent à se concrétiser. Pourtant, la menace n'est pas écartée : les aléas climatiques, l'instabilité des marchés et les incertitudes financières sont autant de facteurs qui risquent de ramener au premier plan la crise alimentaire.

- Vendredi 30 janvier 2009 :

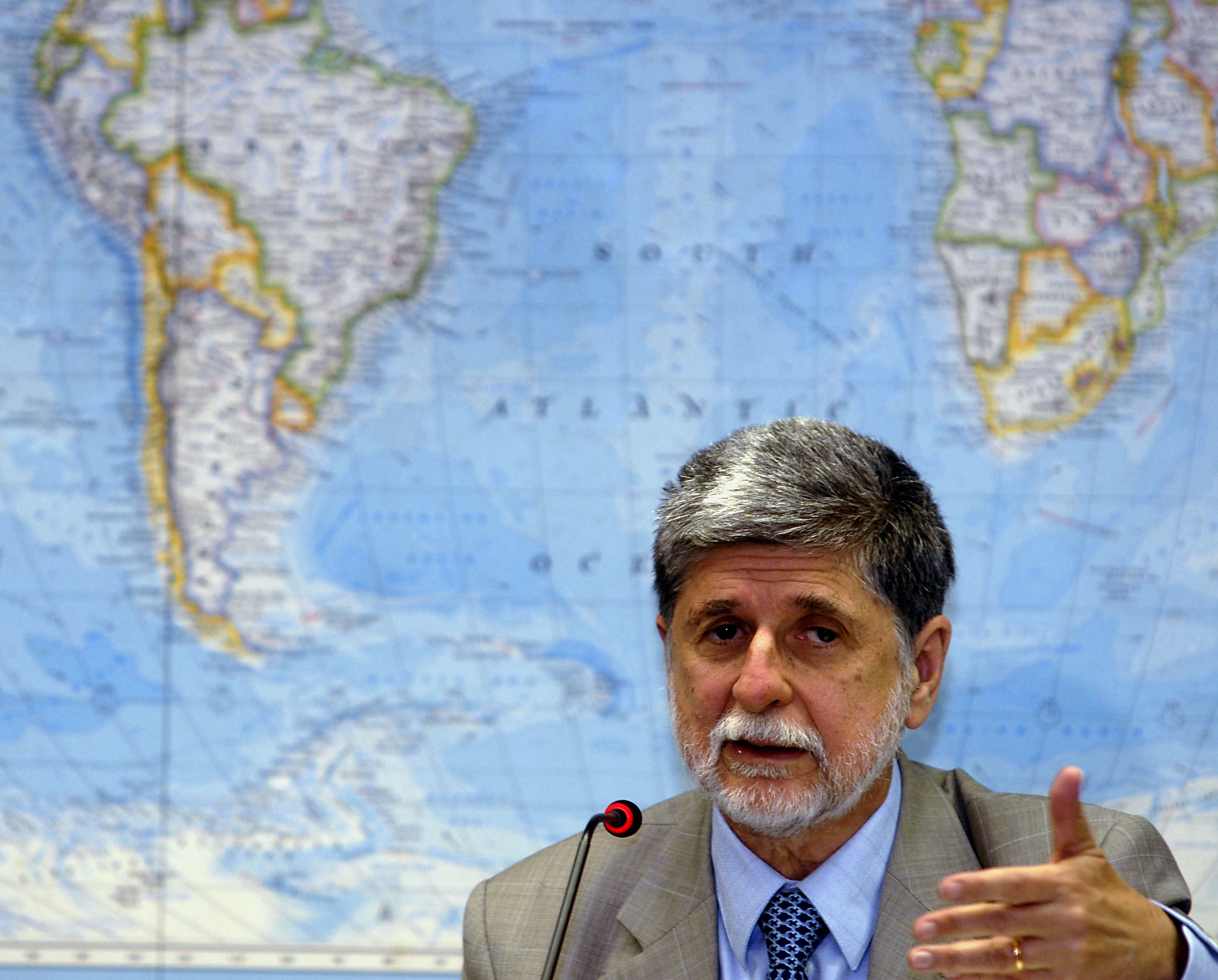
Celso Amorim
(octobre 2007)

  - OMC : Le ministre brésilien des Affaires étrangères Celso Amorim et le ministre indien du Commerce Kamal Nath portent plainte devant l'Organisation mondiale du commerce contre les Pays-Bas pour avoir empêché la livraison d'un médicament générique, le Losartan, prescrit dans le traitement de l'hypertension artérielle, depuis l'Inde vers le Brésil. Ils estiment que la décision néerlandaise « représente un grave recul du principe d'accès universel aux médicaments [et a un effet] extrêmement négatif sur le commerce légitime de médicaments génériques, sur le commerce Sud-Sud et sur les politiques de santé publique ».
  - Crise économique mondiale : La chancelière allemande Angela Merkel, lors du Forum économique de Davos, souhaite que la crise financière mondiale conduise à la création d'un Conseil économique des Nations unies fondé sur une charte en faveur de l'ordre économique mondial, à l'image du Conseil de sécurité créé à la fin de la seconde guerre mondiale.

- Samedi 31 janvier 2009 :
  - Réchauffement climatique : Lors du Forum économique mondial de Davos, le président de la République tchèque, Vaclav Klaus, dont le pays assure actuellement la présidence tournante de l'Union européenne, a affirmé que le réchauffement climatique n'existe pas et s'en est pris directement à Al Gore, prix Nobel de la paix pour son combat contre les risques climatiques : « Je ne vois pas de données statistiques [… démontrant cela] je suis désolé de voir que certaines personnes comme Al Gore ne sont pas prêtes à écouter les théories concurrentes […] Le militantisme écologique et l'alarmisme sur le réchauffement climatique sont un défi pour notre liberté, et Al Gore est une personne importante dans ce mouvement ». Fidèle à ses options libérales, il s'est également démarqué des idées de régulation économique avancées à Davos par de nombreux dirigeants, notamment européens, pour lutter contre la crise : « J'ai plus peur des réformes que de la crise elle-même. J'ai peur que l'on se serve de la crise pour entraver radicalement les marchés et le libre-échange à travers le monde ».

### Février 2009
- Dimanche 1er février 2009 :
  - Altermondialisme : Première grande manifestation des altermondialistes à Londres à l'occasion du sommet du G20 qui réunit les principaux pays riches et émergents. Un large réseau d'ONG et de syndicats remettent en question la légitimité du G20 pour résoudre la crise, estimant qu'elle devrait être traitée dans un organisme plus large et plus démocratique, comme une ONU réformée. Les ONG ont présenté des propositions comme une taxe internationale sur les transactions financières, les activités polluantes et les grandes fortunes. Parmi les autres mesures, figurent la création d'un nouveau système de réserves internationales qui ne soit plus basé sur le dollar, le démantèlement des paradis fiscaux, la surveillance stricte des mouvements de capitaux et la lutte contre la spéculation sur les matières premières (aliments et énergie).
  - Altermondialisme : Fin du Forum mondial social de Belem après six jours de débats et de manifestations qui ont rassemblé 100 000  activistes de gauche et écologistes, pourfendeurs d'un système capitaliste  qu'ils jugent en faillite. Le président vénézuélien Hugo Chávez, a estimé que le « socialisme du XXIe siècle » est la seule façon d'aller de  l'avant.

- Jeudi 5 février 2009 :

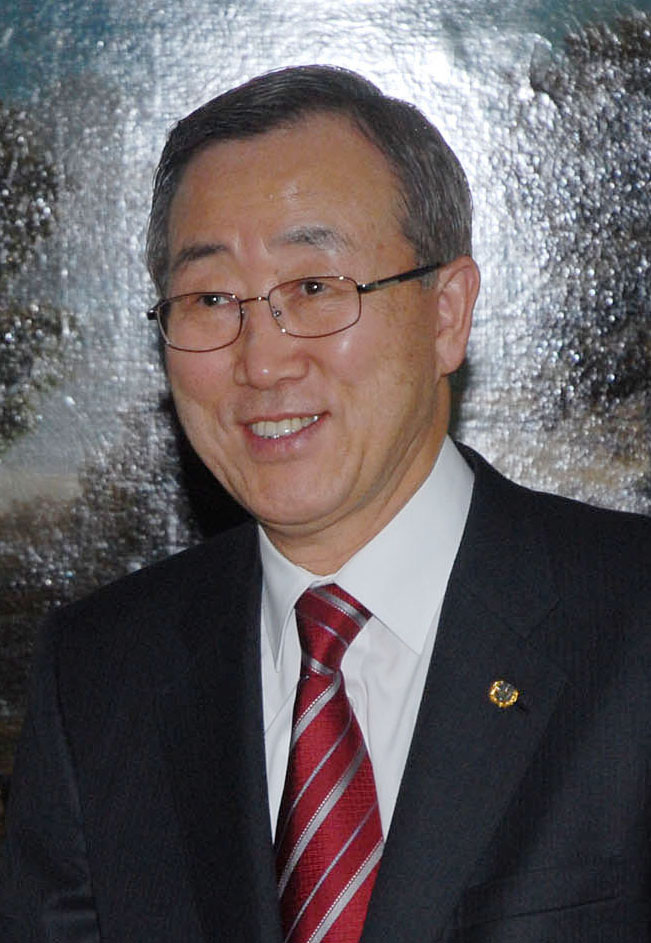
Ban Ki-moon
(juin 2007)

  - Réchauffement climatique : Le secrétaire général des Nations unies, Ban Ki-moon, à l'ouverture de la conférence sur le développement durable organisée à New Delhi, estime que tout échec dans la lutte contre le réchauffement climatique provoquerait une catastrophe économique et sociale mondiale : Les déserts s'étendent. Les pénuries d'eau augmentent. Les forêts tropicales disparaissent. Nos réserves de pêche qui étaient si abondantes sont aussi menacées de disparition […] si l'on échoue dans le combat contre le changement climatique, la pauvreté et les privations vont croître. Cela déstabilisera les économies, alimentera l'insécurité dans beaucoup de pays et sapera nos objectifs en matière de développement durable. Ban Ki-moon  a  exhorté les nations développées et celles en développement à trouver un accord sur la réduction des émissions de CO2 au cours de la conférence internationale de Copenhague en décembre 2009.

- Dimanche 8 février 2009 :
  - OMC : Le directeur de l'OMC, Pascal Lamy, estime que la régulation des paradis fiscaux, sous la forme d'un « traité multilatéral », était indispensable dans le cadre d'une régulation internationale du système financier : « À titre personnel, je pense effectivement que si on veut une vraie régulation internationale du système financier, on n'échappe pas à la régulation des paradis fiscaux […] Ça veut dire un consensus international qui prendra la forme d'un traité multilatéral, et pas seulement toutes ces conventions bilatérales entre États, et qui les obligera à des règles ».

- Mercredi 11 février 2009 :
  - OGM : Selon le rapport annuel de l'Isaaa (Service international pour l'acquisition des applications agro-biotechnologiques), un organisme pro-OGM, les surfaces cultivées avec des organismes génétiquement modifiés ont représenté 125 millions d'hectares dans le monde en 2008, soit une hausse de 9,4 % par rapport à 2007. 25 pays ont désormais recours à des cultures biotechnologiques, dont 15 sont des pays en voie de développement, alors qu'ils n'étaient que 6 en 1996. La surface cultivée a augmenté de 10,7 millions d'hectares en 2008, et 1,3 million de nouveaux agriculteurs se sont convertis aux OGM. Les États-Unis sont largement en tête avec 62,5 millions d'hectares cultivés, devant l'Argentine (21 millions), le Brésil (15,8), l'Inde (7,6), le Canada (7,6) et la Chine (3,8). Trois nouveaux pays ont eu recours aux OGM en 2008, l'Égypte, le Burkina Faso et la Bolivie, indique l'Isaaa. En Europe, 7 pays (Espagne, République tchèque, Roumanie, Portugal, Allemagne, Pologne et Slovaquie) ont augmenté leur surface de 21 % pour une surface globale de 100 000 hectares.

- Jeudi 12 février 2009 :

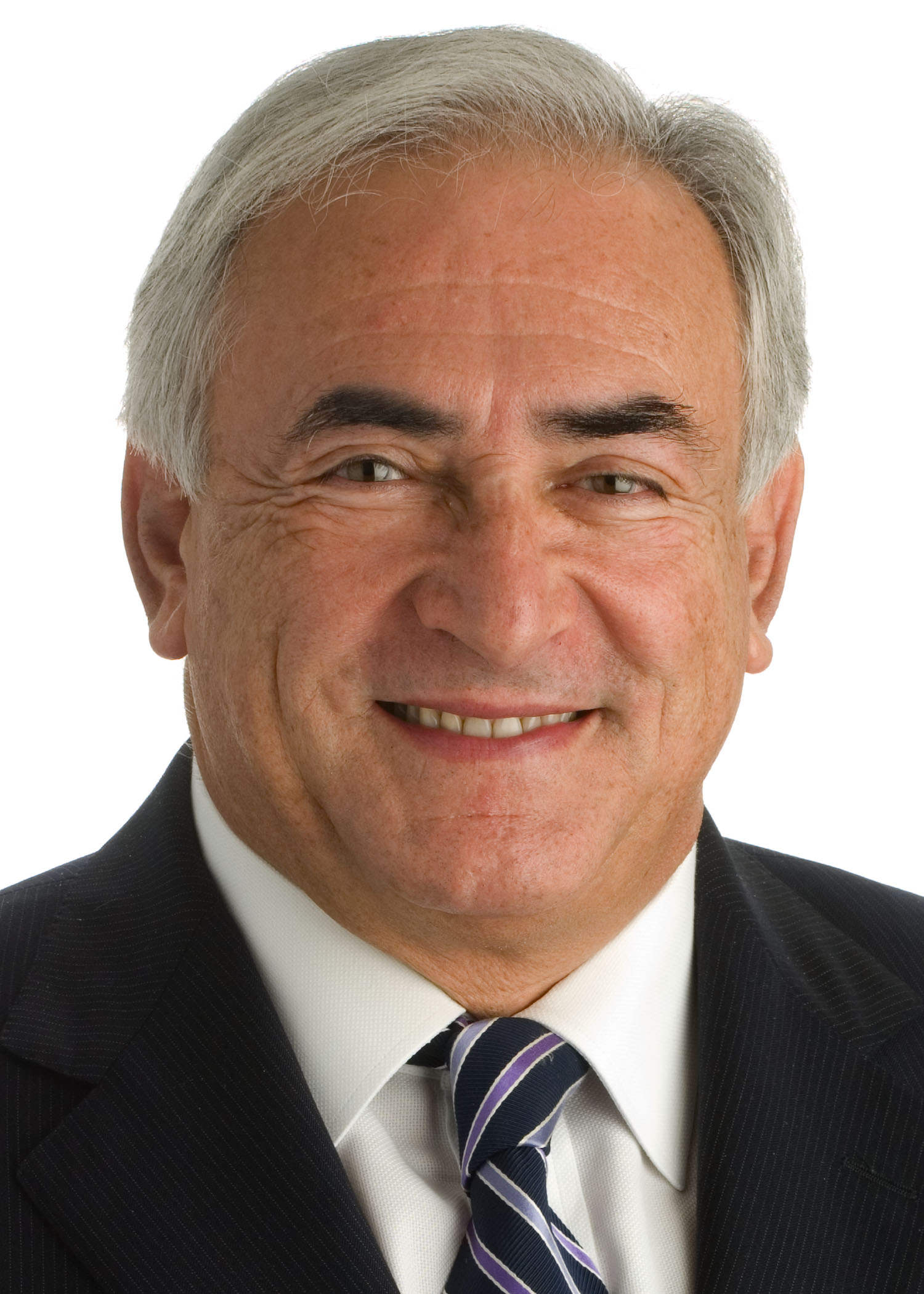
Dominique Strauss-Kahn
(2008)

  - FMI : Le directeur général du Fonds monétaire international Dominique Strauss-Kahn met en garde contre un retour en catimini du protectionnisme, notamment dans le secteur bancaire, cependant il ne croit pas au retour de manifestations plus traditionnelles de cette pratique, comme l'imposition de droits de douane élevés sur les produits importés. Mais dans le secteur financier, « quand les gouvernements fournissent des ressources nouvelles ou recapitalisent des banques, ils peuvent ajouter un commentaire disant que cet argent doit rester à la maison […] Ou bien, vous pouvez avoir dans différents plans de relance des commentaires ou amendements disant que cet argent devrait aussi être utilisé pour acheter des produits nationaux et d'autres choses de ce type. Cette sorte de protectionnisme peut revenir ».
  - Transport aérien : L'Aviation Global Deal Group réunissant quatre des plus grandes compagnies aériennes mondiales (Air France-KLM, British Airways, Cathay Pacific, Virgin Atlantic) et l'opérateur d'aéroport BAA, ont appelé  à inclure les émissions de CO2 du secteur aérien dans les négociations sur un nouvel accord mondial sur le climat qui se tiendront en décembre à Copenhague, estimant que leur secteur avait besoin d'une approche « pragmatique, juste et efficace » dans les négociations. L'accord sur le climat devrait  trouver un équilibre entre les « avantages sociaux et économiques du transport aérien » et la responsabilité des entreprises de réduire les émissions de CO2. Le transport aérien, qui représente environ 2 % des émissions de CO2, selon le Panel international sur le climat (IPCC), n'avait pas été inclus dans les négociations du protocole de Kyoto.

- Vendredi 13 février 2009 :
  - FAO : Selon les estimations de la FAO, la  production céréalière mondiale 2009 connaîtra une baisse généralisée en 2009.
  - Réchauffement climatique : Selon  plusieurs études convergentes rapportées le CNRS, qui fait la synthèse de trois programmes de recherche récents, les océans du globe sont de moins en moins capables d'exercer leur fonction de stockage du CO2, ce qui provoque une augmentation de la quantité de gaz à effet de serre larguée dans l'atmosphère. La capacité d'absorption de CO2 de l'océan austral, auparavant estimée à 500 millions de tonnes par an, serait en réalité dix fois moins élevée, selon les résultats des mesures récentes, plus complètes que celles réalisées au début des années 1990. Le phénomène serait lié à une intensification des vents qui font remonter des profondeurs vers la surface de grandes quantités de CO2.
  - Journalisme : L'organisation non gouvernementale Transparency International  attribue son « Prix de l'intégrité » 2008 à deux journalistes, dont le Russe Roman Chleïnov, responsable de la cellule investigations du journal russe indépendant Novaïa Gazeta, et le Britannique David Leigh, responsable du service investigations du quotidien The Guardian[3].

- Samedi 14 février 2009 :
  - FMI : Le directeur général  Dominique Strauss-Kahn estime que le principal problème actuel est la restructuration des banques, ajoutant que la création d'une structure de défaisance pour les délivrer de leurs actifs dépréciés était « la solution la plus simple ».
  - Crise économique mondiale : Les ministres des finances des membres du G7 (États-Unis, Japon, Allemagne, Grande-Bretagne, France, Italie, Canada), réunis à Rome ont défini leur priorités face à la crise économique mondiale. La « plus haute » d'entre elles est la « stabilisation de l'économie mondiale et des marchés financiers », mais aussi la lutte contre le protectionnisme, des « nouvelles barrières » susceptibles d'« exacerber le retournement » économique.  Le ministre de l'économie italien, Giulio Tremonti, a en outre promis que les membres du G7 s'engageraient à créer de « nouvelles règles afin qu'un nouvel ordre économique mondial » voit le jour.

- Mercredi 18 février 2009 :
  - FMI : Le Fonds monétaire international  pourrait encore abaisser sa prévision de croissance mondiale pour cette année et la réduire à zéro, a averti son directeur général Dominique Strauss-Kahn. L'année 2009 « sera très mauvaise » et le FMI a déjà abaissé fin janvier sa prévision de croissance mondiale à 0,5 % pour 2009  avec une récession de l'ordre de 2 % dans les pays riches : « Les chiffres qui sont tombés depuis ne sont pas bons […] la prochaine prévision du FMI, dans trois mois, pourrait bien s'approcher de zéro [avec] un risque que la récession s'aggrave »  dans les pays développés. 2010 sera « peut-être le moment du retournement [de la conjoncture, si] l'assainissement du secteur financier et le nettoyage du bilan des banques [est approfondi et accéléré, surtout en Europe] où la mise en œuvre reste lente ».

- Jeudi 19 février 2009 :
  - OTAN : Les ministres de la Défense de l'OTAN se retrouvent à Cracovie (Pologne) pendant 2 jours afin de parler de leurs contributions à l'effort de guerre en Afghanistan, sous la pression des États-Unis, qui ont eux-mêmes annoncé mardi l'envoi de 17 000 soldats supplémentaires.

- Vendredi 20 février 2009 :
  - Internet : Entre le 1er mai 2008 et le 31 janvier 2009, Facebook, qui dit compter plus de 175 millions de membres actifs dans le monde, a exclu  5 585 criminels sexuels condamnés. Facebook et son rival MySpace ont mis  en place des garde-fous afin d'éviter l'accès d'éventuels pédomanes aux profils de membres âgés de moins de 18 ans. MySpace a récemment annoncé avoir exclu 90 000 criminels sexuels en deux ans.
  - ONU : Les ministres de l'environnement et délégués de 140  pays  décident à l'unanimité d'ouvrir des négociations sur un traité limitant la pollution par le mercure, au dernier jour du conseil d'administration du Programme des Nations unies pour l'environnement (PNUE). Ce métal hautement toxique est un « polluant qui menace la santé de millions » de personnes, car le corps humain ne peut pas l'éliminer.

- Jeudi 26 février 2009 :
  - FMI : Le conseil d'administration du Fonds monétaire international approuve une injection temporaire de 500 milliards de dollars de cash pour augmenter sa capacité de prêt aux pays en difficulté financière.  Le Fonds disposait initialement d'une capacité de 150 milliards de dollars, après avoir prêté 50 milliards de dollars ces derniers mois.

### Mars 2009
- Mardi 3 mars 2009 :
  - Interpol : Ouverture à Lyon (France) de la 5e conférence annuelle des chefs de bureaux nationaux de l'organisation policière internationale jusqu'au 5 mars. Interpol est principalement financé par ses pays membres, dont les gouvernements versent une contribution statutaire annuelle. Son budget pour 2009 est de 47,4 millions d'euros. Selon le secrétaire général d'Interpol, Ronald K. Noble : « Les grands de ce monde ne sont pas toujours conscients que le terrorisme pourrait endommager plus le monde que la crise économique actuelle ».
  - FMI : Le Fonds  monétaire international s'alarme de la possibilité d'une crise humanitaire qui toucherait les pays les plus pauvres, confrontés à la chute de l'économie mondiale. Le FMI estime que ces pays sont exposés à une « troisième vague » de la crise, après celles qui ont touché les pays avancés puis les émergents. Le Fonds dit avoir identifié « 22 pays à faible revenu qui font face aux problèmes de financement les plus graves », leurs réserves de changes étant tombées sous l'équivalent de trois mois d'importations.

- Mercredi 4 mars 2009 :
  - Plusieurs associations organisent la première Journée mondiale de lutte contre l'exploitation sexuelle espérant ainsi sensibiliser l'opinion publique contre cette forme de traite des êtres humains. Un colloque international est organisé à Paris et relayée dans une vingtaine d'autres pays. Selon ses organisateurs : « Devant l'ampleur du phénomène, il est essentiel que l'ensemble de la Communauté Internationale puisse s'unir autour d'une journée pour mobiliser et informer les gouvernements, les institutions et le public, sur cet asservissement sexuel ».

- Lundi 9 mars 2009, Eau :  Le président du Conseil mondial de l'eau, Loïc Fauchon, organisateur du 5e Forum mondial de l'eau qui se tient pendant  une semaine à Istanbul, déclare : « Le temps de la croissance exponentielle de la demande est terminé. L'eau facile, c'est terminé. Nous devons entrer dans des politiques de régulation de la demande […] Depuis 50 ans, les politiques de l'eau dans le monde entier ont consisté à apporter toujours plus d'eau. On ne s'est absolument pas soucié de la consommation d'eau qui a pris des proportions de gaspillage éhonté dans certains pays […] Certaines villes des États-Unis consomment jusqu'à 1.000 litres d'eau par jour et par habitant là où dans une région d'Afrique on en consommera 40. Il y a des inégalités qui sont aujourd'hui inacceptables […] Nous devons nous interroger sur notre rapport avec l'eau, tous, partout dans le monde, et faire en sorte de consommer moins d'eau ».

- Mercredi 11 mars 2009, Population : Selon les estimations de l'ONU, la  population mondiale devrait dépasser les 9 milliards d'individus en 2050, contre 6,8 milliards cette année et 7 milliards début 2012.

- Jeudi 12 mars 2009, ONU : Le président Evo Morales, devant la conférence de la commission des stupéfiants de l'ONU, a demandé le retrait de la feuille de coca, plante de laquelle est issue la cocaïne, de la liste des substances interdites, et a déclaré : « La feuille de coca n'est pas de la cocaïne, elle n'est pas nocive pour la santé, elle n'engendre pas de perturbations psychiques ni de dépendance ».

- Dimanche 15 mars 2009, FMI : Le président russe Dmitri Medvedev appelle  à « réformer » le Fonds monétaire international  et la Banque mondiale, critiquant les institutions financières internationales pour une mauvaise gestion de la crise économique : « Il faut réglementer leur activité et faire en sorte qu'elle soit plus juste à l'égard des États qui sont entrés récemment dans le rang des plus grandes économies, des économies en voie de développement, je sous-entend là la Russie et d'autres pays avec lesquels nous coopérons ».

- Mardi 17 mars 2009 : Le prix Nobel Muhammad Yunus estime que la crise économique mondiale fournissait l'opportunité de créer un système financier « pour le peuple » et pas « pour les plus riches ». Père du micro-crédit, le Bangladais estime que la tourmente financière n'était pas « la seule crise à l'heure actuelle », citant les crises alimentaire, énergétique et climatique, plus anciennes mais passées au second plan dans les médias, « toutes ces crises ont la même origine, elles sont nées des failles structurelles de notre système ».

- Vendredi 20 mars 2009, OCDE : Selon le secrétaire général de l'Organisation de coopération et de développement économiques (OCDE), Angel Gurria, la croissance de l'économie mondiale devrait être « négative » en 2009, « parce que même les croissances positives de l'Inde et de la Chine ne pourront pas compenser la croissance négative » dans les pays industrialisés.

- Dimanche 22 mars 2009, Eau : Le 5e Forum mondial de l'eau s'est achevé sur une déclaration politique jugée par nombre de participants insuffisante et inadaptée à l'urgence de la situation. Le document formule une série de recommandations et d'engagement plutôt vagues : modifier la consommation de l'eau, en particulier dans l'agriculture ; lutter contre la pollution des cours d'eau et des nappes phréatiques ; nécessité de collecter et de traiter les eaux usées. Mais la notion de « droit  à l'accès à l'eau », réclamée par plusieurs participants, n'a finalement pas été retenue dans la déclaration finale.

- Lundi 23 mars 2009 :
  - OMC : Selon l'Organisation mondiale du commerce, le commerce mondial va reculer de 9 % cette année, enregistrant ainsi la chute la plus importante depuis la Seconde Guerre mondiale. Les échanges commerciaux vont baisser davantage dans les pays riches, d'environ 10 %, mais les pays pauvres pourraient être les plus affectés car ils comptent davantage sur les exportations pour leur croissance.
  - Bande de Gaza : Le Rapporteur spécial de l'ONU sur la situation dans les Territoires palestiniens, Richard Falk, réclame dans un rapport une « enquête d'experts » sur l'offensive israélienne contre la bande de Gaza en janvier, pour déterminer si, étant donné le contexte, il était possible aux Israéliens de distinguer entre cibles militaires et population civile. Il estime  qu'« il y a des raisons de conclure » qu'elle constitue un « crime de guerre de la plus grande ampleur », car selon lui  le « recours à la force » par Israël pour faire cesser les tirs de roquettes palestiniennes sur son territoire n'était « pas justifié du point de vue légal étant donné […] les alternatives diplomatiques disponibles ».
  - Bande de Gaza : Le Département d'État des États-Unis accuse le Rapporteur spécial de l'ONU, Richard Falk, d'être « partial » pour avoir réclamé une enquête sur l'offensive israélienne contre la bande de Gaza en janvier en invoquant des « raisons » de croire qu'il s'agissait d'un crime de guerre : « Nous avons déjà exprimé à plusieurs reprises nos préoccupations au sujet des opinions du rapporteur spécial à ce sujet […] Nous avons conclu que les opinions du rapporteur étaient tout sauf équitables […] Nous les considérons comme partiales. Nous l'avons dit très clairement ».

- Mardi 24 mars 2009 :
  - Selon Amnesty International, 2 390 condamnés à mort ont été exécutés dans 25 pays en 2008, dont 72 % en Chine mais l'organisation estime que ce chiffre est sous-estimé. Sur la même période, 8 864 personnes ont été condamnées à mort. Cinq pays, la Chine, l'Iran, l'Arabie saoudite, le Pakistan et les États-Unis sont responsables de 93 % des exécutions. En Asie 11 pays l'applique et 1 en Europe, le Bélarus, dans le lmonde 59 pays garde cette peine en vigueur. Les États-Unis ont procédé à 37 exécutions l'an passé (18 pour le seul État du Texas), ce chiffre est le plus faible depuis 1995[4].
  - FMI : Le Fonds monétaire international, annonce avoir adopté une vaste réforme pour simplifier ses prêts aux États en difficulté, dont la création d'une nouvelle forme de prêts sans critère de performance a posteriori, ni limite de montant.
  - Système monétaire : Le gouverneur de la banque centrale de Chin, Zhou Xiaochuan, appelle à l'adoption d'une nouvelle monnaie de réserve internationale pour remplacer le dollar, dans un système placé sous les auspices du Fonds monétaire international. Le but serait de créer un nouveau système économique mondial qui ne soit pas facilement influencé par les politiques de certains pays : « L'éclatement de la crise et son débordement dans le monde entier reflètent les vulnérabilités inhérentes et les risques systémiques dans le système monétaire international ».

- Mercredi 25 mars 2009, Bande de Gaza : Le coordinateur spécial de l'ONU pour le processus de paix au Proche-Orient, Robert Serry, s'est inquiété de l'absence de progrès pour la reconstruction de Gaza, plus de deux mois après la fin de l'offensive israélienne : « Je suis franchement préoccupé par le fait que, deux mois après le conflit, les choses n'avancent pas de manière significative sur le terrain […] Nous avons besoin de progrès urgents sur le cessez-le-feu, l'ouverture des points de passage, l'échange de prisonniers et la réconciliation entre Palestiniens […] Cela servira à tous ceux, de tous les côtés, qui cherchent la paix à travers la négociation et la coexistence ».

- Jeudi 26 mars 2009 :
  - FMI, Banque mondiale : Le Premier ministre britannique, Gordon Brown, appelle à une profonde réforme des institutions internationales pour donner la parole aux pays émergents et en développement : « Il n'est pas nécessaire que le prochain président de la Banque mondiale soit un Américain et le prochain directeur général du Fonds monétaire international un Européen […] L'époque au cours de laquelle seuls quelques-uns pouvaient s'asseoir à la table pour définir le programme global est révolue. Le FMI et la Banque mondiale, et toutes les institutions internationales doivent à présent changer afin de cadrer avec la nouvelle réalité ». Ces changements doivent s'appliquer aussi bien au mandat qu'à l'efficacité de ces institutions « pour s'assurer que les pays émergents et en développement aient droit à la parole et soient représentés dans ces institutions, un droit qui leur a été refusé pendant tant de temps et qu'ils méritent ».
  - Jeux olympiques : La commission exécutive du Comité international olympique (CIO), réunie à Denver (Colorado), décide la suppression des relais internationaux de la torche olympique qui se dérouleront désormais à l'intérieur des pays hôtes des JO.

- Samedi 28 mars 2009 : Plus de 1 000 villes dans le monde, ont éteint leur éclairage public durant une heure, dans le cadre de l'opération « une heure pour la planète ». Lancée à l'initiative du Fonds mondial pour la nature (WWF), cette opération, qui se déroulera dans 90 pays, vise à attirer l'attention sur les dangers du réchauffement climatique et du gaspillage d'énergie. 371 monuments, parmi lesquels la Tour Eiffel, les pyramides de Gizeh, l'Acropole ou l'Empire State Building, y participent, et les particuliers ont été également invités à couper l'éclairage électrique. L'impact de l'opération est principalement symbolique car selon le scientifique danois Bjorn Lomborg, directeur du centre de réflexion Consensus Center à Copenhague, l'usage de bougies pendant une heure produirait même davantage d'émissions de gaz carbonique que des lumières électriques et « même si un milliard de personnes éteignaient les lumières cela reviendrait à couper les émissions de la Chine pendant seulement six secondes ».

- Lundi 30 mars 2009, Internet : Selon des chercheurs de l'université de Toronto, un système de piratage global d'origine chinoise aurait contaminé 1 295 ordinateurs partout dans le monde. Baptisé « Ghostnet », ("réseau fantôme"), par ses découvreurs, ce réseau de pirates aurait réussi à infiltrer les ordinateurs d'autorités gouvernementales et de particuliers dans 103 pays, accédant ainsi potentiellement à de nombreuses informations confidentielles : « Jusqu'à 30 % des hôtes infectés sont considérés comme des cibles de grande valeur, parmi lesquelles des ministères des affaires étrangères, des ambassades, des organisations internationales, des nouveaux médias et des ONG ».

- Mardi 31 mars 2009 : Le groupe informatique Microsoft annonce la fermeture prochaine de son encyclopédie en ligne Encarta, mise à mal par la concurrence dans un secteur dominé par le site gratuit Wikipédia[5].

### Avril 2009
- Mercredi 1er avril 2009 :

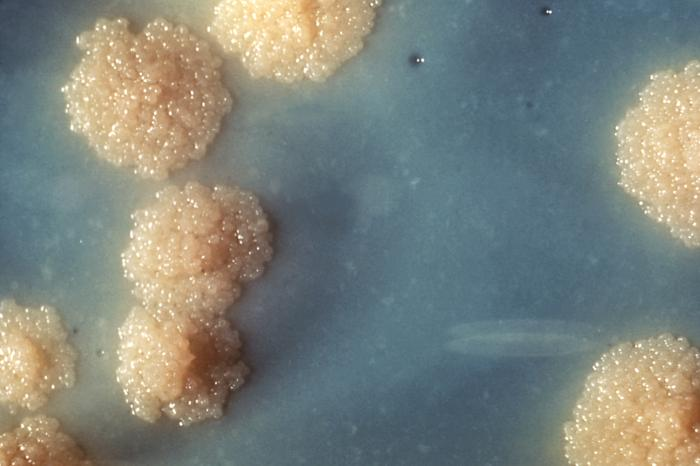
Culture de Mycobacterium tuberculosis
(Bacille de Koch)

  - OMS : La directrice de l'organisation, Margaret Chan, averti de l'émergence de souches de la tuberculose très résistantes qui vont rapidement devenir incontrôlables, et a exhorté les pays concernés à combattre cette menace grandissante pour la santé publique mondiale. Elle demande aux ministres de la santé et aux hauts responsables des 27 pays les plus gravement touchés par ces nouvelles souches résistantes du bacille de Koch de prendre des mesures drastiques pour améliorer leur dépistage et renforcer leur système de santé. La tuberculose est provoquée par des germes qui se transmettent par l'air, quand un malade tousse, éternue ou parle. C'est une maladie ancienne et curable mais qui prend deux formes inhabituelles : celle d'une tuberculose multi-résistante au traitement, c'est-à-dire qui ne répond pas à deux des médicaments les plus utilisés, et celle d'une tuberculose ultra-résistante, à peu près incurable. Non dépistées, les personnes porteuses du bacille résistant peuvent transmettre la maladie et déclencher une épidémie, dans une économie fortement mondialisée. Les personnes infectées doivent se tourner vers des médicaments plus efficaces et plus chers, inabordables dans le système de soins de nombreux pays. Selon l'OMS, moins de 5 % des cas estimés de tuberculose sont détectés et moins de 3 % traités.
  - FMI : Le FMI annonce le lancement d'un fonds destiné à financer l'assistance technique qu'il fournit dans le domaine de la lutte anti-blanchiment et contre le financement du terrorisme. Doté de 31 millions de dollars pour cinq ans, ce fonds, le premier d'une série de « fonds thématiques », sera opérationnel à partir du 1er mai.

- Jeudi 2 avril 2009 :
  - G20 : Les chefs d'État et de gouvernement réunis pour le sommet du G20 à Londres, sont parvenus à plusieurs compromis pour réformer la finance mondiale et relancer l'économie, confrontée à sa pire récession depuis la seconde guerre mondiale. Une déclaration commune intitulée « Un nouvel ordre mondial » a été rendue public en fin de journée, reprise par le premier ministre britannique, Gordon Brown, qui en a énuméré les différents points. Le G20 réaffirme qu'il « s'empêchera d'élever de nouvelles barrières » protectionnistes jusqu'à la fin 2010.
  - FMI :
    - Les ressources propres du FMI seront multipliées par trois et portées à 750 milliards $; s'y ajouteront 250 milliards $ provenant d'une émission supplémentaire de droits de tirage spéciaux (DTS), l'unité de compte du FMI, qui lui permettra d'augmenter ses ressources propres. Le Fonds pourra également vendre une certaine quantité d'or pour aider les pays les plus pauvres touchés par la crise.
    - Les dirigeants du FMI et de la Banque mondiale seront désormais nommés au mérite, mettant fin à l'accord implicite qui réservait le FMI aux Européens et la Banque mondiale aux Américains.
    - 250 milliards $ supplémentaires seront consacrés à aider le financement du commerce pour relancer les échanges mondiaux.
    - 100 milliards $ supplémentaires d'aide aux banques de développement, comme la Banque asiatique de développement et son homologue africaine.

  - OCDE :
    - L'organisation  doit publier une liste des paradis fiscaux non coopératifs, satisfaisant ainsi la demande de la France et de l'Allemagne. Le communiqué final du sommet affirme que « l'ère du secret bancaire est terminée » et que « des sanctions » seront prises contre les centres fiscaux non coopératifs. Des contrôles accrus des agences de notation et des fonds spéculatifs seront mis en œuvre. En matière de rémunérations dans le secteur de la finance, de « nouvelles règles » sur les salaires et les bonus au niveau mondial seront également prises, sans plus de précisions, afin d'éviter les prises de risques excessives.
    - L'OCDE publie trois listes de paradis fiscaux sur son site, après la décision prise par le G20 de sanctionner les États fiscalement non coopératifs :
      - Une liste noire, recense quatre pays qui ont refusé de respecter les nouvelles règles internationales en matière fiscale : le Costa Rica, le territoire malaisien de Labuan, les Philippines et l'Uruguay.
      - Une liste grise comprenant les centres financiers qui ont promis de se conformer aux nouvelles règles sans les appliquer : l'Autriche, Andorre, Anguilla, Antigua-et-Barbuda, Aruba, les Bahamas, Bahreïn, la Belgique, Belize, les Bermudes, Brunei, les îles Caïmans, le Chili, les îles Cook, la République dominicaine, Gibraltar, Grenade, le Guatemala, le Liberia, le Liechtenstein, les îles Marshall, le Luxembourg, Monaco, Montserrat, Nauru, les Antilles néerlandaises, Niue, Panama, Saint-Christophe-et-Niévès, Sainte-Lucie, Saint-Vincent-et-les-Grenadines, Samoa, Saint-Marin, Singapour, la Suisse, les Îles Turks-et-Caïcos, Vanuatu, les îles Vierges.
      - Une liste blanche comprenant les pays qui s'y conforment « substantiellement » appelés États coopératifs : les Seychelles, l'île de Man, l'Irlande, la Barbade, la France, les États-Unis ou encore l'île de Jersey. La Chine, qui a défendu cette démarche à demi-mot, réussit à y figurer également. Elle avait donné son accord à condition que deux de ses territoires, Hong Kong et Macau, ne figurent pas sur la liste noire. L'OCDE constate néanmoins que les deux régions administratives spéciales chinoises se sont pour l'instant « limitées à des engagements ».

- Vendredi 3 avril 2009 :

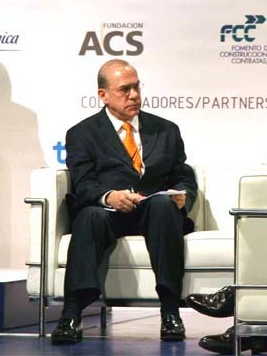
José Angel Gurria
(avril 2007)

  - L'OCDE décide de retirer le Costa Rica, la Malaisie, les Philippines et l'Uruguay de la liste noire des paradis fiscaux, un jour après les y avoir inscrit, après que le secrétaire général de l'OCDE, Angel Gurría, a reçu une lettre de leurs ministres des Finances respectifs, l'informant que ces pays adoptaient « officiellement les normes de l'OCDE sur la transparence et l'échange d'informations, tel que stipulé dans la version 2005 de l'article 26 de la convention de l'OCDE en matière fiscale ».
  - OTAN : Début du sommet de l'OTAN pendant 2 jours. Parmi les affaires traitées : l'Afghanistan, le concept stratégique, l'élargissement, le retour de la France dans la structure militaire et la succession du secrétaire général[6].

- Lundi 6 avril 2009, FMI : Le Fonds serait favorable à l'adoption de l'euro par certains États d'Europe centrale et orientale touchés par la crise, sans qu'ils rejoignent formellement la zone euro, selon un rapport confidentiel cité par le Financial Times. Le Fonds estime que la zone euro pourrait assouplir ses critères d'adhésion de telle sorte que ces pays puissent devenir des « quasi-membres » sans siège à la Banque centrale européenne (BCE).

- Mardi 7 avril 2009 :
  - OCDE :
    - Pour protester contre le fait d'avoir été placée sur la liste « grise » des États ayant pris l'engagement d'échanger des renseignements fiscaux sans toutefois avoir « substantiellement » mis en œuvre des réformes, la Suisse a fait bloquer des fonds de l'OCDE. Cette somme d'un montant de 136 000 euros  était destinée à la coopération avec le G20. La Suisse se dit « disposée à retirer son veto si l'OCDE s'engage à informer la Suisse au préalable lorsqu'elle remet des documents au G20 ». Sous la pression de la communauté internationale, la Suisse a fini courant mars par alléger son secret bancaire en se conformant aux standards de l'OCDE, mais a malgré tout fini sur une liste grise préparée par l'organisation à l'occasion du sommet du G20 le 2 avril à Londres. La Suisse, membre de l'OCDE, est particulièrement ulcérée de ne pas avoir été consultée au préalable par l'OCDE sur l'établissement de cette liste. Le parlement suisse a invité son secrétaire, Angel Gurria, à venir s'expliquer à Berne sur les nouvelles listes établies sur les paradis fiscaux[7].
    - Le secrétaire général, Angel Gurria, déclare : « Jeudi dernier, nous avons communiqué au G20 le fait qu'il y avait quatre juridictions qui n'appliquaient pas encore largement la norme internationale en matière d'échanges d'informations fiscales avec des pays étrangers […] Aujourd'hui, ces quatre juridictions se sont toutes engagées pleinement à procéder à des échanges de renseignements fiscaux en fonction de la norme OCDE ».

  - OMS : Selon un rapport, quelque 2,5 milliards de personnes sont exposés à la dengue, une sorte de « grippe tropicale », dans une centaine de pays, au même titre que le paludisme. Les causes en seraient : la multiplication des transports de population, l'urbanisation massive et désordonnée, le problème d'évacuation des eaux usées, la lutte insuffisante contre les moustiques, le non-traitement des « gîtes » (eaux stagnantes…) qui favorisent leur prolifération. Sanofi-Pasteur espère pouvoir sortir un vaccin « vers 2015-2016 ».

- Mercredi 8 avril 2009 :

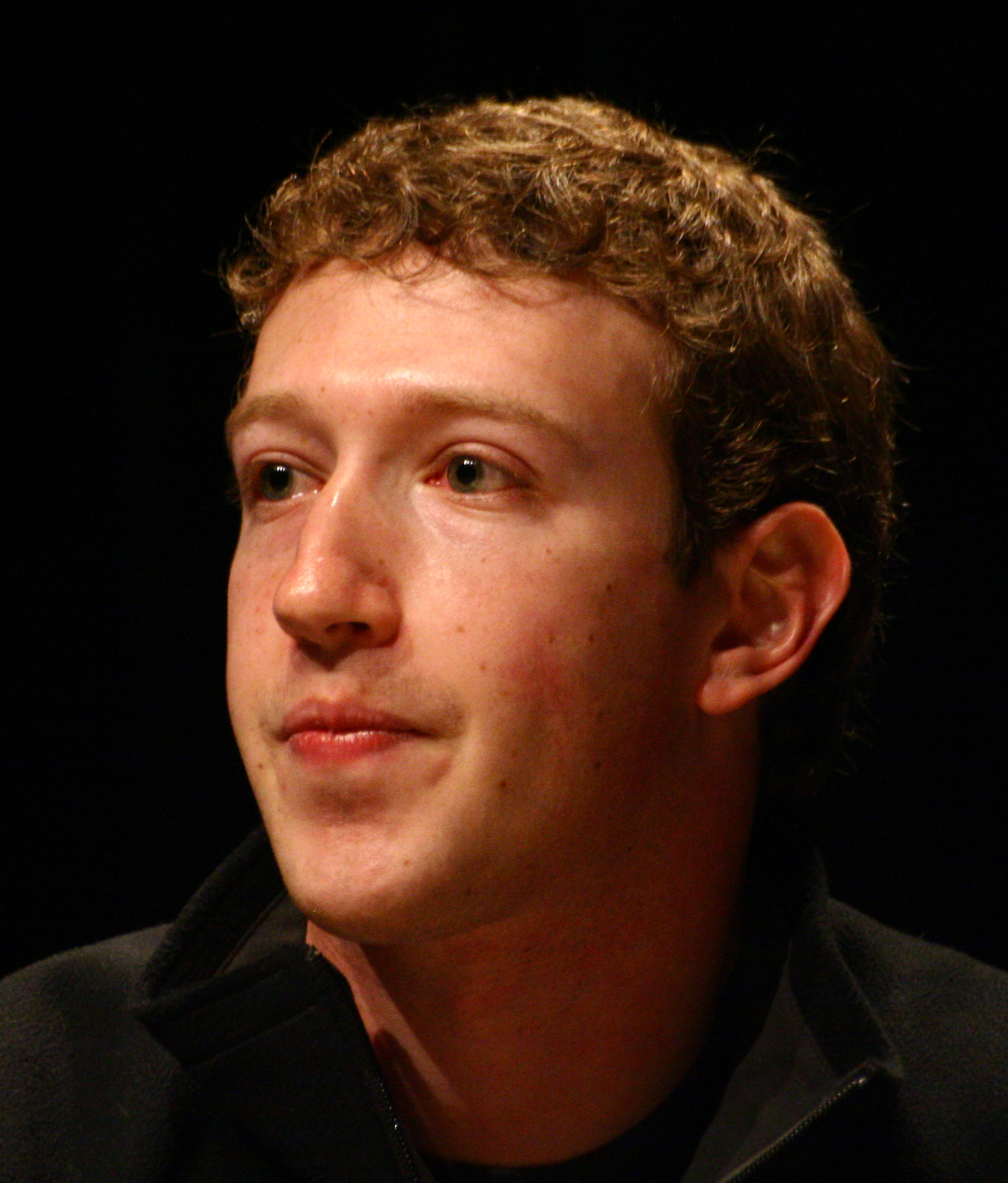
Mark Zuckerberg
(mars 2008)

  - FMI : la Suisse annonce qu'elle allait accorder une ligne de crédit limitée dans le temps pour un montant maximal de 10 milliards de dollars (7,6 milliards d'euros) au Fonds monétaire international (FMI) pour l'aider à faire face à la crise économique mondiale, « la détérioration de la situation dans les pays en développement et émergents exige tout particulièrement une augmentation des fonds ».
  - Internet : Microsoft annonce qu'au moins 4,4 millions d'ordinateurs, fin 2008, seraient infectés par deux « familles de logiciels malveillants » de sécurité, téléchargés de bonne foi et même achetés par les utilisateurs, mais qui seraient en fait de faux logiciels corrompus présentés par les pirates informatiques comme des solutions de sécurité prétendant contrôler la présence de virus dans les ordinateurs, et offrant de les nettoyer moyennant finance mais dont le véritable but est de récupérer des numéros de cartes de crédit et d'infecter et de contrôler les ordinateurs[8].
  - Internet : Le site de socialisation Facebook accueille son 200 millionième utilisateur. Selon son président, Mark Zuckerberg (24 ans) : « Nous travaillons dur pour construire un service que tout le monde peut utiliser partout, qu'il s'agisse d'individus, de sociétés, de présidents ou d'organisations à l'œuvre pour le changement […] Il y a encore beaucoup de gens et d'organisations dans le monde dont nous voulons mettre la voix en contact avec tous ceux prêts à les entendre ».

- Jeudi 16 avril 2009, Internet : la police allemande a identifié quelque 9 000 pédomanes dans le monde, dont un millier en Allemagne, grâce à un logiciel spécialisé permettant aux enquêteurs de surveiller le WEB 24 heures sur 24 en repérant les téléchargement d'images pédopornographiques. Un certain nombre de suspects ont pu déjà être interpellés à travers le monde, notamment au Brésil, au Canada, en Moldavie, en Nouvelle-Zélande, en Autriche, en Suisse et aux États-Unis.

- Vendredi 17 avril 2009, Internet : les 62 milliards de pourriels (les courriers indésirables) envoyés dans le monde en 2008 et qui polluent les boîtes aux lettres électroniques des internautes, ont émis au de CO2 que 3,1 millions de voitures, selon la société de sécurité informatique McAfee. L'impact écologique a atteint « 33 milliards de kilowatts-heures » (kWh) au fil des cinq étapes de sa vie : création, envoi, réception, stockage et consultation. Le tri, l'affichage et la suppression de ces messages par les internautes, ainsi que la recherche de mails « légitimes » interceptés par erreur par les filtres, représentent près de 80 % de la consommation d'énergie liée au spam. La fermeture en novembre 2008 du fournisseur d'hébergement web McColo, connu pour sa contribution importante à ce fléau, a permis de diminuer de 70 %, du jour au lendemain, le volume de spam mondial[9].

- Lundi 20 avril 2009 :
  - Les États-Unis, l'Australie, la Nouvelle-Zélande, Israël, les Pays-Bas, l'Allemagne, l'Italie la République tchèque et la Pologne ont annoncé qu'ils ne participeront pas à la conférence de l'ONU sur le racisme, dite de « Durban II », qui s'ouvre à Genève, de crainte de dérapages racistes et antisémites, de « déclarations irrecevables, contraires à l'esprit de respect d'autres races et religions », telles celles proférées lors de la première conférence en 2001. De son côté, la France y participera : « Il y a des peuples, des sociétés civiles dans le monde entier qui comptent sur nous […] Il y a des raisons de boycotter cette conférence et Durban I a laissé un souvenir amer. Mais nous voulions être là parce que nous considérons que la désertion n'est pas une solution […] Il y avait des provocations abjectes qui scandalisent à juste titre, mais il faut rester pour combattre […] et parce que nous n'avons pas honte des valeurs que nous portons, qui ne sont pas des valeurs occidentales, mais des valeurs universelles ».
  - Lors de la conférence sur le racisme « Durban II », le président iranien Mahmoud Ahmadinejad s'est de nouveau fait remarquer pour ses propos sur Israël. Son discours, attendu comme l'un des moments clés de la conférence sur le racisme de l'ONU, a provoqué le départ immédiat des représentants des États de l'Union européenne.

- Mardi 21 avril 2009 : Les 185 représentants à la conférence de l'ONU contre le racisme à Genève adopte une déclaration finale considérée comme « un texte de référence qui concerne les discriminations, toutes les discriminations ».

- Dimanche 26 avril 2009 : Selon l'ambassadrice auprès des Nations unies, Susan Rice, le président Barack Obama « s'est engagé à faire des États-Unis un chef de file mondial pour mettre fin aux décès causés par la malaria d'ici 2015 » « qui est l'une des principales causes de mortalité chez les enfants et une cause majeure de pauvreté » selon l'UNICEF.

- Lundi 27 avril 2009 :
  - La FAO place ses équipes à travers le monde en « état d'alerte maximum » face à la grippe H1N1 qui a fait 150 morts au Mexique.
  - Le secrétaire général de l'ONU, Ban Ki-moon, craint que le virus  de la grippe H1N1 « pourrait causer une nouvelle pandémie ».

- Mardi 28 avril 2009, OMS : L'Organisation estime qu'aucune région du monde n'est à l'abri de la grippe H1N1 et décide de relever son niveau d'alerte de 3 à 4 sur une échelle de 6 signifiant « une montée en  puissance significative » du risque de pandémie.

- Mercredi 29 avril 2009, OMS : L'Organisation relève la phase d'alerte sur la grippe H1N1 à 5 sur une échelle de 6, ce qui signifie qu'une pandémie est imminente et appelle les gouvernements à prendre les mesures de préparation à une telle éventualité.

- Jeudi 30 avril 2009
  - OMC : Le Français Pascal Lamy (62 ans) est reconduit à la tête de l'Organisation mondiale du commerce (OMC) pour un second mandat de quatre ans, à l'issue d'un vote par acclamations de ses 153 membres. Il déclare vouloir faire de la conclusion des négociations sur la libéralisation des échanges sa « priorité numéro un »afin selon lui de dynamiser le commerce mondial en faisant tomber des milliers de barrières douanières. Social-démocrate convaincu, il plaide pour une mondialisation « encadrée par des règles », soutenant l'idée d'« une concurrence plus loyale » entre le Nord et le Sud.
  - OMS : L'Organisation relève à 236 le  nombre de cas confirmés de grippe H1N1 dans le monde et demande de cesser de parler de « grippe porcine » pour éviter la confusion sur un risque lié aux porcs, estimant que ce terme risquait d'induire en  erreur les consommateurs et de susciter des ordres d'abattage infondés  des porcs dans certains pays. Le terme scientifique est « H1N1 influenza A  ».

### Mai 2009
- Vendredi 1er mai 2009, OMS : l'Organisation relève à 331 le nombre de cas confirmés de grippe H1N1 dans le monde pour 19 pays.

- Samedi 2 mai 2009 :

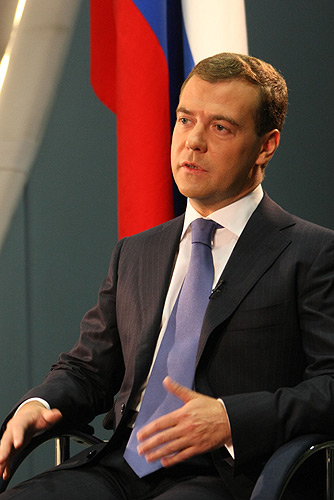
Dmitri Medvedev
(mars 2008).

  - Quatre organisations internationales — l'organisation mondiale de la santé (OMS), l'Organisation des Nations Unies pour l'alimentation et l'agriculture (FAO), l'organisation mondiale du commerce (OMC) et l'Organisation mondiale de la santé animale (OIE) — dénoncent dans un communiqué conjoint les mesures de boycott de la viande de porc prises par certains pays sur fond d'épidémie de grippe porcine.
  - Le président russe Dmitri Medvedev appelle à la création d'un tribunal international pour juger les pirates, alors que les actes de piraterie se multiplient notamment au large de la Somalie. Fin avril, un bâtiment russe a réussi à capturer 29 pirates.

- Mercredi 5 mai 2009, OMS : l'Organisation relève à 1 490, dont 30 mortels, le nombre de cas confirmés de grippe H1N1 dans le monde pour 21 pays, dont 822 au Mexique, 403 aux États-Unis, 140 au Canada et 57 en Espagne.

- Mardi 12 mai 2009 :
  - Les petits États insulaires, comme les Seychelles ou la Grenade, exhortent les pays industrialisés à lutter plus efficacement contre le réchauffement climatique qui, en provoquant une montée du niveau des océans, menace leur existence et pourrait provoquer l'exode de millions d'habitants. L'Alliance des petits États insulaires a regretté d'être oubliée dans les négociations sur le changement climatique, quelques mois avant le sommet du climat de Copenhague en décembre. Or « l'afflux de réfugiés climatiques aura des conséquences bien plus importantes sur l'économie et la sécurité mondiale que les guerres »[10].
  - OMS : Le groupe pharmaceutique suisse Roche annonce qu'il offre 5,65 millions de doses supplémentaires de son anti-grippal Tamiflu, efficace contre la grippe H1N1, à l'Organisation mondiale de la Santé.

- Mercredi 13 mai 2009 :
  - OMS : l'Organisation annonce que l'épidémie de grippe H1N1 atteint les 5 251 cas confirmés, dont 61 mortels, dans 33 pays.
  - Sanofi Pasteur, leader mondial des vaccins, assure qu'il se « préparait à affronter une pandémie » de grippe H1N1 et attendait l'envoi par l'Organisation mondiale de la santé (OMS) de la souche du virus pour fabriquer le vaccin : « Nous n'avons pas encore reçu de souche de l'OMS, mais c'est une question de jours et on va se préparer pour produire un vaccin en masse […] Nous ne sommes pas en phase pandémique, même si le virus H1N1 de la grippe A a tous les profils d'un virus pandémique, mais on s'y prépare ».
  - Internet : selon le Centre Simon-Wiesenthal, les groupes fanatiques professant la haine de l'autre utilisent internet comme « outil privilégié » pour diffuser leur message de haine. Ce message passe de plus en plus par le site de socialisation Facebook et aussi par une « prolifération des usages extrémistes » du site de partage de vidéos YouTube : « Au fur et à mesure qu'internet s'est développé, les sites extrémistes ont suivi le même rythme, tant par le nombre que par la sophistication technologique ». Le centre dit avoir identifié « environ 10 000 sites internet » professant la haine ou faisant l'apologie du terrorisme. Les groupes les plus souvent ciblés sont « les juifs, les catholiques, les musulmans, les hindous, les homosexuels, les femmes et les immigrés »[11].

- Vendredi 15 mai 2009 : le comité contre la torture de l'ONU appelle Israël à lever le voile sur ses centres secrets de détention et d'interrogatoires, auxquels n'ont accès ni le Comité international de la Croix-Rouge (CICR) ni les avocats ou parents des détenus, demandant que « les allégations de tortures et de mauvais traitements de détenus dans le "camp 1391" fassent l'objet d'une enquête impartiale »[12].

- Samedi 16 mai 2009 : l'Assemblée générale de l'ONG Médecins du monde élit son nouveau président, Olivier Bernard en remplacement de Pierre Micheletti, président depuis trois ans.

- Mercredi 20 mai 2009
  - FMI : le Fonds monétaire international met en  garde contre un relâchement de la vigilance face à la crise, s'inquiétant des risques d'aggravation et estimant que « ce n'est absolument pas le moment d'être complaisant ». Les pays émergents devraient être à l'avant-garde de  la sortie de la récession actuelle, suivis par les nations développées,  lesquelles devraient voir leur économie redémarrer à partir de 2010. Toutefois, il ne faut pas s'attendre à ce que les consommateurs se ruent de  nouveau en masse dans les commerces comme ils ont pu le faire lors de  précédentes périodes de reprise. La demande dans certains pays avancés comme les États-Unis pourrait ne pas  se redresser aussi vigoureusement que par le passé[13].
  - La Fédération internationale de l'automobile (FIA) est confirmée par le tribunal de grande instance de Paris dans le choix de son nouveau règlement pour le Championnat 2010, attaqué par l'écurie Ferrari soutenue dans son combat par d'autres grandes écuries comme Renault, Toyota et Red Bull. La FIA espère attirer grâce à ce nouveau règlement de nouveaux compétiteurs (Lola, USF1, Prodrive …) et assurer ainsi l'avenir de la discipline[14].

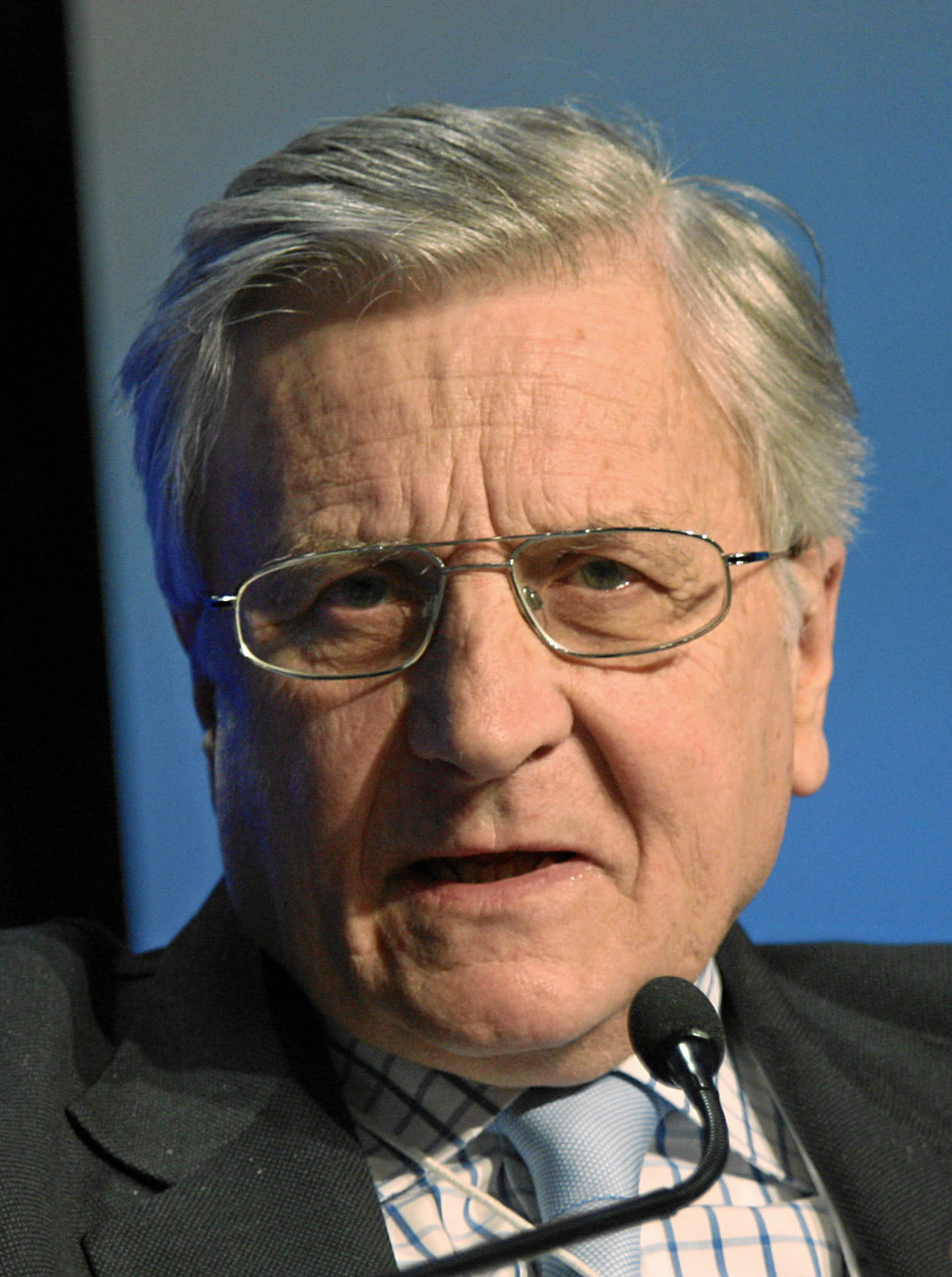
Jean-Claude Trichet
(janvier 2010)

- Samedi 23 mai 2009 : le président de la Banque centrale européenne, Jean-Claude Trichet, à l'issue d'une réunion à Rome du « Groupe des 30 » qui rassemble des banquiers centraux et des personnalités du monde de la finance, a réitéré que la chute du produit intérieur brut dans le monde développé était en train de ralentir, la reprise étant attendue en 2010, « les chiffres positifs vont apparaître dans le courant de l'année prochaine », estimant que « les banques centrales existent pour assurer la stabilité des prix qui est un élément crucial pour la confiance » sur les marchés.

- Vendredi 22 mai 2009 :
  - OMS : l'Organisation relève à 11 168,  le nombre de cas confirmés de grippe H1N1 dans le monde pour 42 pays, avec 86 cas mortels.
  - AIE : selon l'Agence internationale de l'énergie, la demande mondiale d'électricité devrait baisser de 3,5 % en 2009 pour la première fois depuis 1945, en raison de la crise économique. « Les investissements dans les énergies renouvelables, qui ont augmenté chaque année au cours des dix dernières années, devraient baisser de 38 % en 2009 » ; un recul qui s'explique par « la baisse des prix du pétrole et du gaz et par les difficultés des entreprises à trouver des crédits ». Les dépenses prévues dans les plans de relance des pays du G20 pour accroître les énergies renouvelables ne sont pas suffisantes face au défi du réchauffement climatique ; « ces dépenses devraient être six fois supérieures à ce qui est prévu si l'on veut efficacement répondre à ce défi », selon l'Agence[15].

- Dimanche 24 mai 2009, Banque mondiale : le président de la Banque mondiale, Robert Zoellick, estime que la crise mondiale pourrait déboucher sur une « grave crise humaine et sociale, avec des implications politiques très importantes », si des mesures adéquates ne sont pas prises à temps : « Ce qui a commencé comme étant une grande crise financière et est devenu une profonde crise économique, dérive aujourd'hui en une crise du chômage […] Si l'on crée des infrastructures qui mettent les gens au travail, cela peut être un moyen d'associer des défis à court terme à des stratégies à long terme ». La reprise économique « va être de faible intensité pendant une période prolongée » et « le chômage va continuer à augmenter » soulignant que la « probabilité d'une Grande Dépression est faible, mais jamais nulle »[16].

- Lundi 25 mai 2009, Piraterie : une conférence sur la  sécurité maritime s'est ouvert à Abou Dabi pour débattre de l'« enjeu mondial  » que constitue la lutte contre la piraterie dans le golfe d'Aden et l'océan Indien. Selon le ministre français des affaires étrangères, Bernard Kouchner : « La lutte contre la piraterie est devenue un enjeu mondial. C'est aussi un laboratoire où se dessinent des perspectives du monde de demain […] Le Moyen-Orient est une région cruciale pour la liberté des mers et les échanges commerciaux internationaux […] Aucun pays ne peut être indifférent à cet enjeu crucial pour l'économie mondiale, enjeu qui explique l'attention que le monde entier porte à cette région et à sa stabilité ». Au total, 116 tentatives d'attaques se sont produites au large de la Somalie depuis le début 2009 et 29 navires ont été détournés.

- Jeudi 28 mai 2009, Bureau international du travail : l'organisation annonce que le nombre de chômeurs dans le monde en crise pourrait atteindre le chiffre record de 239 millions de personnes à la fin 2009, alors que le marché du travail mondial a continué de se détériorer depuis le début de la crise financière, constituant un record absolu, ce qui correspond à un taux de chômage mondial de 7,4 %. Les pays développés devraient porter le plus lourd tribut de la montée actuelle du chômage mondial, avec « 35 à 40 % de la hausse totale » alors qu'ils « ne représentent que 16 % de la main d'œuvre globale »[17].

- Vendredi 29 mai 2009, Réchauffement climatique : selon le Forum humanitaire mondial, le réchauffement climatique est responsable de 300 000 morts par an et coûte 125 milliards de dollars (90 milliards d'euros) à l'économie mondiale. Ce sont les 325 millions de personnes les plus pauvres de la planète qui sont le plus affectées. Des millions de personnes souffrent de la sécheresse ou doivent affronter des inondations de plus en plus dévastatrices. Certaines îles et territoires sont menacés de disparition à cause de l'élévation du niveau de la mer. Or, les 50 pays les moins avancés contribuent à moins d'un pour cent des émissions mondiales de CO2. L'ex-secrétaire général de l'ONU, Kofi Annan souligne la nécessité d'un « accord post-Kyoto courageux pour protéger le monde », sinon l'alternative sera « une famine de masse, une migration de masse, des maladies de masse, et des morts en masse ».

- Samedi 30 mai 2009, OMS : l'Organisation relève à plus de 12 510,  le nombre de cas confirmés de grippe A/H1N1 dans le monde pour 53 pays, avec 99 cas mortels dont 85 au Mexique (4 910 cas) et 11 aux États-Unis (7 927 cas). Cependant, l'OMS a prévenu que depuis la mi-mai, les statistiques deviennent « moins pertinentes » car certains des pays les plus touchés, dont les États-Unis, ont renoncé à comptabiliser la totalité des contaminations. En outre, l'organisation dénombre les cas constatés depuis le premier signalement du virus fin mars au Mexique, sans retirer des statistiques les patients guéris.

### Juin 2009
- Mardi 2 juin 2009, OMS : Selon une étude de l'Organisation, le manque de correction des troubles de la vision provoque environ 121,4 milliards de dollars (85 milliards d'euros) de pertes de productivité pour l'économie mondiale. Au total 158 millions de personnes dans le monde souffrent d'une mauvaise vue qui n'est pas corrigée ou pas assez corrigée, dont 8,7 millions sont carrément aveugles. La perte globale de productivité due à une vision défaillante ou au fait d'être aveugle s'élevait à 427,7 milliards de dollars avant correction en fonction de différents paramètres comme le taux d'activité et l'âge.

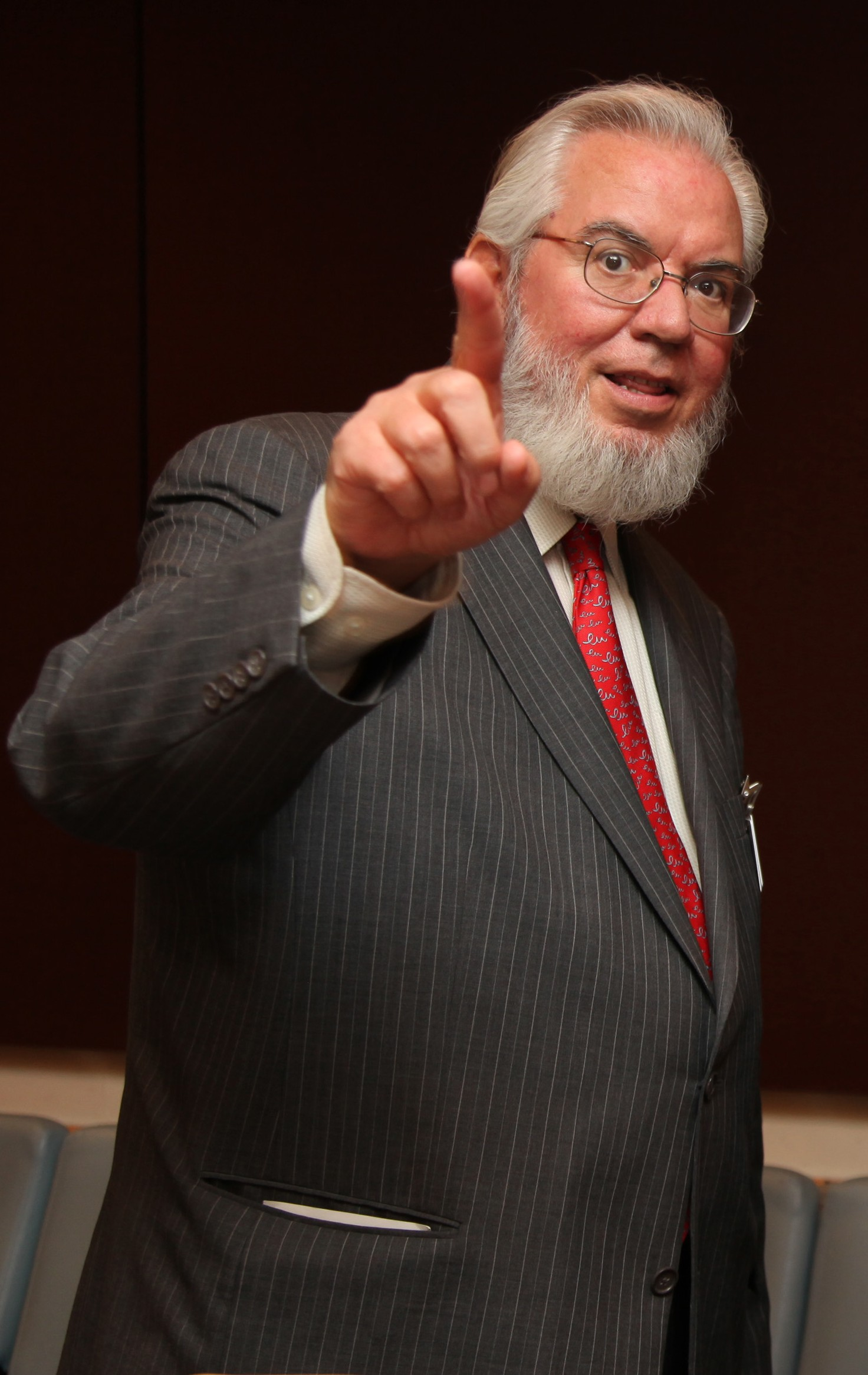
Juan Somavía
(octobre 2009)

- Mercredi 3 juin 2009:, OIT : selon le directeur général de l'Organisation internationale du travail, Juan Somavia, « le monde peut avoir devant lui une crise de l'emploi et de la protection sociale d'une durée de six ou huit ans […] Il y a de premiers signes bienvenus que la récession ralentit, que la chute libre se freine […] les leaders politiques n'ont pas prêté suffisamment d'attention aux implications humaines et sociales du décalage » entre récupération économique et reprise du marché de l'emploi. Selon lui, le monde aura besoin de créer environ 300 millions de nouveaux emplois d'ici à 2015, ne serait-ce que pour absorber l'arrivée sur le marché du travail de 45 millions de personnes supplémentaires chaque année, préconisant aux 185 membres de l'OIT, réunis jusqu'au 19 juin à Genève, d'adopter un « Pacte mondial pour l'emploi ».

- Vendredi 5 juin 2009, OMS: Le virus de la grippe A(H1N1) a contaminé 21 940 personnes dans 69 pays et a fait 125 morts.

- Lundi 8 juin 2009 :
  - Armements : Selon le rapport annuel de l'Institut international de recherche pour la paix de Stockholm (Sipri), les dépenses militaires mondiales, gonflées par la guerre en Irak, le retour de la Russie sur le marché et l'émergence de la Chine, ont atteint en 2008 le record de 1 464 milliards de dollars, en hausse de 45 % sur 10 ans. Ces dépenses représentent 2,4 % de la richesse mondiale et 217 dollars par habitant de la planète. Les États-Unis occupent la première place du classement ayant dépensé près de 41 % du montant total des dépenses militaires mondiales, soit plus que les 14 autres principaux pays réunis. La Chine, qui avec la Russie a quasiment triplé son budget militaire depuis dix ans, est pour la première fois le deuxième pays dans ce classement, avec 6 % du total, devant la France (4,5 %) et le Royaume-Uni (4,5 %)[18].
  - Internet : Selon l'IDATE, plus de 29 millions de foyers étaient abonnés fin 2008 à la fibre optique, chiffre est en hausse de 37 % sur un an, soit 8 millions de nouveaux abonnés à cette technologie qui permet de nouveaux usages d'internet, par exemple la télévision en 3D. Par continent, l'Asie est le plus actif avec 22,7 millions d'abonnés; l'Europe de l'Ouest compte seulement 1,5 million d'abonnés, l'Adsl, couvrant les besoins actuels en haut débit. Dans certains pays, des choix technologiques doivent encore être faits par les opérateurs.

- Mercredi 10 juin 2009 :
  -  Corée du Nord : Les sept pays chargés du dossier nord-coréen à l'ONU sont parvenus à un accord sur les termes d'une résolution du Conseil de sécurité sanctionnant Pyongyang pour son récent essai nucléaire.
  - OMS : L'Organisation mondiale de la santé est proche de déclencher le niveau six d'alerte pandémique maximum face au virus de la grippe A(H1N1)) qui a déjà contaminé 27 737 personnes dans 74 pays et fait 141 morts.
  - OTAN : La France a désigné ses deux généraux qui occuperont « à partir de cet été » les deux postes à responsabilités obtenus par elle en échange de son retour dans le commandement intégré de l'OTAN. Il s'agit du général d'aviation Stéphane Abrial, actuel chef d'état-major de l'armée de l'air, au poste de « commandant de la transformation des capacités militaires alliées » à Norfolk (États-Unis) et du général de division Philippe Stoltz, nommé à la tête du commandement de l'état-major de forces interarmées basé à Lisbonne. Au total, la France s'est vu attribuer 17 postes d'officiers généraux dans la structure militaire, « dont certains postes en rotation avec une autre nation ».
  - Syndicats : Selon le rapport annuel des violations des droits syndicaux de la Confédération syndicale internationale, 76 syndicalistes ont été assassinés en raison de leurs actions de défense des droits des travailleurs en 2008 — contre 91 en 2007 —, et « des milliers de licenciements et d’arrestations » ont eu lieu, selon le rapport annuel  de la Confédération syndicale internationale (CSI).

- Jeudi 11 juin 2009 :

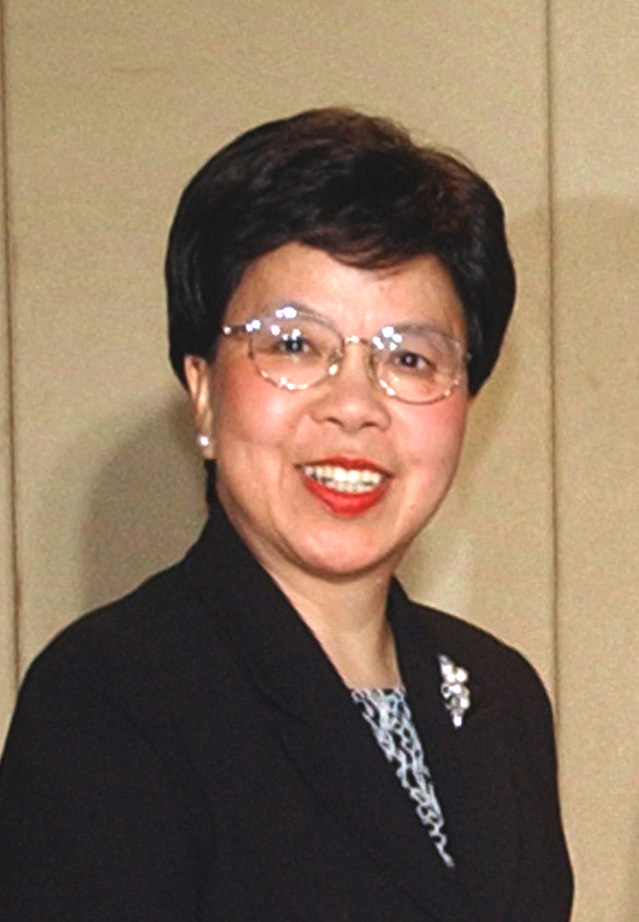
Margaret Chan
(août 2007)

  - G8 : Ouverture à Rome du sommet du G8 consacré au Développement, élargi à six pays émergents — Brésil, Chine, Inde, Mexique, Afrique du Sud, Égypte —, et qui se penchera sur « l'impact de la crise économique sur les pays en voie de développement et le développement durable », en accordant une large place à l'Afrique. Des représentants de plusieurs organisations des Nations unies (FAO, PAM, OMS), ou encore la Banque mondiale participent aussi à la réunion. Concernant le développement durable, « l'objectif est d'harmoniser et de donner plus de cohérence aux interventions de coopérations dans les différents secteurs du développement — éducation, environnement, la santé, la sécurité alimentaire — afin d'optimiser les ressources disponibles ».
  - OMS : Les experts de l'organisation mondiale de la santé relève le niveau d'alerte sur la grippe A/H1N1 au niveau maximal de 6, signifiant une pandémie, la première du XXIe siècle. Selon sa directrice Margaret Chan le virus ne peut pas « être arrêté ».

- Vendredi 12 juin 2009 :
  - OMC : Selon son directeur général, Pascal Lamy, la situation du commerce mondial a « empiré » du fait de la récession économique et aucun « signe positif » n'est visible à l'heure actuelle : « Je ne partage pas l'optimisme parfois et un peu de commande des gouvernements […] parce que du point de vue du commerce international, je ne vois pas à l'heure actuelle de signe positif […] Il n'y a rien qui démente qu'on soit toujours en plein dans cette crise qui commence et qui […] continuera ». L'OMC s'attend à une chute du commerce mondial «  sans précédent depuis la dernière guerre mondiale » (-9 % cette année).
- OMS: Le virus de la grippe A(H1N1) a contaminé 29 667 personnes dans 74 pays et a fait 145 morts. Selon l'OMS, à ce stade précoce, la pandémie se caractérise par « une sévérité modérée », invitant les États à ne pas fermer les frontières ni à limiter les voyages et le commerce internationaux.

- Samedi 13 juin 2009 :
  - G8 : Selon les ministres des Finances : « Il y a des signes de stabilisation dans nos économies, parmi lesquels une reprise des marchés boursiers, un resserrement des écarts de taux d'intérêt, une amélioration de la confiance des entreprises et des ménages mais la situation reste incertaine et des risques significatifs continuent de peser sur la stabilité économique et financière ».
  - Internet : La très populaire plate-forme de micro-blogs, Twitter lance une procédure authenticité pour tenter de mettre fin aux usurpations d'identité de ses utilisateurs en particulier les célébrités. Les usurpations d'identité sont un fléau pour le réseau de socialisation. Désormais, les petits sigles bleus cochés signaleront que l'identité de leurs auteurs a été vérifiée. Selon le fondateur ce processus d'authentification débutera avec « les responsables officiels, les organes publics, les artistes célèbres, les athlètes et tout autre individu à risque pour une usurpation d'identité »[19].

- Lundi 15 juin 2009,  Géorgie : La Russie a exercé son droit de veto au Conseil de sécurité des Nations unies et mis fin à une mission de 130 observateurs du cessez-le-feu et une dizaine de policiers en Géorgie et dans la région séparatiste d'Abkhazie, qui existait depuis près de 16 ans. Le veto russe coupe court au projet de poursuivre la mission onusienne encore six mois, malgré le vote favorable de 10 pays sur 15 au Conseil. Le mandat de l'ONU a pris fin immédiatement à minuit[20].

- Lundi 15 juin 2009
  - OMS : Le virus de la grippe A(H1N1) a contaminé 35 928 personnes dans 76 pays et fait 163 morts. La première pandémie du XXIe siècle vient d'être déclarée.
  - AIEA : Ouverture à Vienne du Conseil des gouverneurs de l'Agence internationale de l'énergie atomique, consacrée notamment au dossier nucléaire iranien. Le dernier rapport  du directeur général de l'agence, Mohamed ElBaradei, indique que l'Iran a accumulé 1 339 kilos d'uranium faiblement enrichi, en dépit des injonctions du Conseil de sécurité de l'ONU qui craint que Téhéran ne se dote de l'arme atomique, ce que nie la République islamique, qui évoque un programme civil. La réunion, qui peut durer toute la semaine, doit être marquée ce matin par un discours du directeur général de l'agence, Mohamed ElBaradei. Elle se tient à un moment où la réélection samedi de l'ultraconservateur Mahmoud Ahmadinejad à la présidence iranienne semble sonner le glas de tout espoir d'inflexion de la politique nucléaire controversée de Téhéran. L'AIEA réclame par ailleurs toujours à Damas des explications sur la provenance de particules d'uranium trouvées sur un site syrien détruit par l'aviation israélienne en septembre 2007, et que Washington et l'État hébreu soupçonnent d'avoir abrité un réacteur nucléaire secret. La réunion servira également de cadre à des tractations pour l'élection du successeur de l'Égyptien Mohamed ElBaradei, qui quittera son poste de directeur général en novembre au terme de trois mandats.

- Mardi 16 juin 2009 : Premier sommet du BRIC (Brésil, Russie, Inde et Chine), à Ekaterinbourg (Oural), après celui de l'Organisation de coopération de Shanghai (OCS - Chine, Russie, Kazakhstan, Ouzbékistan, Kirghizistan et Tadjikistan), pour renforcer leur influence sur la scène internationale, dans le contexte de la crise mondiale. La Russie, qui milite pour une diversification des outils financiers internationaux et des monnaies de réserve face à la suprématie du billet vert, a appelé ses partenaires du BRIC à investir en partie dans les obligations émises par chacun des pays membres[21].

- Jeudi 18 juin 2009 :

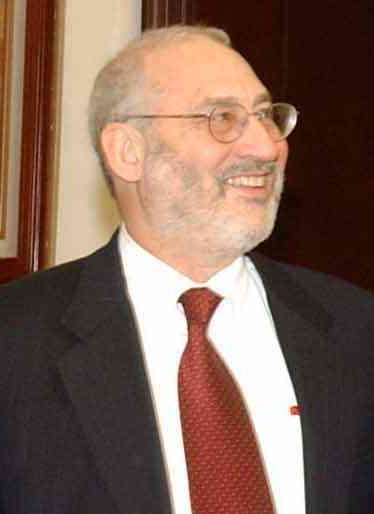
Joseph Stiglitz
(décembre 2002)

  - Économie : L'association altermondialiste Attac « juge positive la réunion d’une Conférence des Nations unies sur la crise économique et financière mondiale et son impact sur le développement. Ainsi, les pays riches du G20 ne seront pas les seuls à débattre de l’avenir du monde », cependant elle craint «  que les grandes puissances contraignent l'Assemblée générale à proposer des mesures trop timides » car « le rapport de la Commission, présidée par le prix Nobel d'économie, Joseph Stiglitz, dont les propositions seront présentées et discutées, […] ne propose que des mesures financières », or selon Attac, « seules des réformes de grande ampleur, traitant des questions économiques, commerciales, fiscales, écologiques et sociales, peuvent mettre en échec la marchandisation du monde »[22]
- Énergie : Le réacteur expérimental de fusion ITER, un projet mondial en construction à Cadarache (France), commencera à fonctionner en 2018 (premier plasma) mais ne sera pleinement opérationnel que 8 ans plus tard, en 2026 avec un début début de l'exploitation en deutérium-tritium (hydrogène stable - radioactif). Selon le quotidien économique français Les Échos, le coût de construction du réacteur de fusion atteindrait 10 milliards d'euros, au lieu des 5 milliards prévus initialement. Une somme à laquelle s'ajouteront 5 milliards d'euros pour le fonctionnement.

- Vendredi 19 juin 2009, FAO : Le cap du milliard de personnes sous-alimentées dans le monde sera franchi en 2009 en raison de la crise économique.

- Lundi 22 juin 2009 :
  - FMI : Le Fonds monétaire international annonce être redevenu bénéficiaire lors de son exercice avril 2008-2009, avec une position nette de revenus de 126 millions de dollars, alors qu'il prévoyait 292 millions de dollars pertes. Le bénéfice finalement réalisé « provient essentiellement de revenus plus importants que prévu tirés du portefeuille d'investissements du Fonds, qui est surtout composé de titres à revenus fixes, et de la croissance de ceux de l'activité de prêts, reflétant la hausse de la demande de financement de la part des membres du Fonds, à la lumière de la conjoncture économique mondiale »[23].

- Mercredi 24 juin 2009 : L'OCDE, qui regroupe 30 pays riches, publie des prévisions de croissance à la hausse pour la première fois depuis deux ans, estimant que la reprise était désormais « sur les rails » même si elle sera « faible et fragile » et « les conséquences sociales et économiques de la crise seront durables », estimant que « le pire scénario semble avoir été évité ».

- Jeudi 25 juin 2009 : selon une étude de l'Union internationale pour la conservation de la nature (UICN), sur 64 espèces de requins et de raies étudiées, 32 % sont menacées d'extinction, dont un tiers des requins océaniques, parmi lesquels le grand requin blanc et le requin marteau, sont menacés d'extinction, en raison essentiellement de la surpêche. Quelque 100 millions de requins sont pêchés chaque année, les requins sont pêchés pour leur viande, mais ils sont également très prisés pour leurs ailerons, en particulier en Asie, où ils sont servis en soupe. Les auteurs du rapport dénoncent en particulier la pratique du « finning », qui consiste à couper les nageoires et à rejeter en mer le requin encore vivant[24].

- Vendredi 26 juin 2009 : Selon l'OMS, le virus de la grippe A(H1N1) a contaminé 59 814 personnes dans 113 pays et a fait 263 morts.

- Mardi 30 juin 2009 : La Française Hélène Pelosse est élue au poste de directrice générale de l'Institut international pour les énergies renouvelables (Irena), lors d'une réunion de l'agence à Charm el-Cheikh.

### Juillet 2009
- Mercredi 1er juillet 2009 : Le groupe pharmaceutique suisse Roche annonce le lancement d'un programme d'accès au Tamiflu à destination des pays en développement qui pourront accéder au médicament antiviral à un prix réduit dans le cas d'une pandémie de grippe. Concrètement, quelque 70 pays pourront accéder au médicament le groupe stockera, à des prix réduits. Ces stocks seront envoyés aux pays concernés dans le cas d'une pandémie. Les pays pouvant bénéficier de ces prix préférentiels sont les États membres de l'Alliance mondiale pour les vaccins et l'immunisation (Gavi), à l'exception de l'Inde où le groupe a accordé une licence de fabrication d'une version générique du Tamiflu. Hors coûts de stockage, les prix pourraient ainsi été divisés par deux.

- Jeudi 2 juillet 2009 :
  - Le diplomate japonais Yukiya Amano a été élu à la tête de l'Agence internationale de l'énergie atomique (AIEA), où il succédera en septembre à l’Égyptien Mohamed ElBaradei. Spécialiste des questions de désarmement et de prolifération, Yukiya Amano a recueilli 23 voix contre 11 et une abstention, après trois tours qui n'avaient pas permis de dégager la majorité qualifiée requise.
  - Selon le classement de l'organisation Minority Rights Group International, la Somalie, l'Irak, le Soudan, l'Afghanistan et la Birmanie, sont les pays où le niveau de violences à l'encontre des minorités ethniques est le plus préoccupant. Le classement détermine les pays où les minorités ethniques sont les plus menacées par le risque de génocide, de tueries de masse ou de violentes répressions. Dans les 20 pays où les minorités sont les plus fragilisées, la moitié sont des pays africains, cinq sont des pays du Proche-Orient et les cinq autres des pays asiatiques. Parmi les pays où la situation pour les minorités s'est la plus dégradée sur l'année écoulée, on compte la Géorgie, le Niger, le Zimbabwe, la Guinée, le Kenya, l'Érythrée et le Yémen[25].

- Vendredi 3 juillet 2009 Union africaine : Les États africains réunis en sommet à Syrte (Libye) ont décidé qu'ils « ne coopèreront pas » avec la Cour pénale internationale (CPI) pour l'arrestation du président soudanais Omar el-Béchir.

- Lundi 6 juillet 2009, OMS : Selon l'organisation, le virus de la grippe A(H1N1) a contaminé 94 512 personnes dans 136 pays et territoires, causant 429 décès. Un vaccin devrait être disponible dès le mois de septembre. Le secrétaire général de l'ONU Ban Ki-moon estime que les pays en voie de développement ont besoin d'environ un milliard de dollars d'ici la fin de l'année pour faire face à la pandémie de grippe A(H1N1).

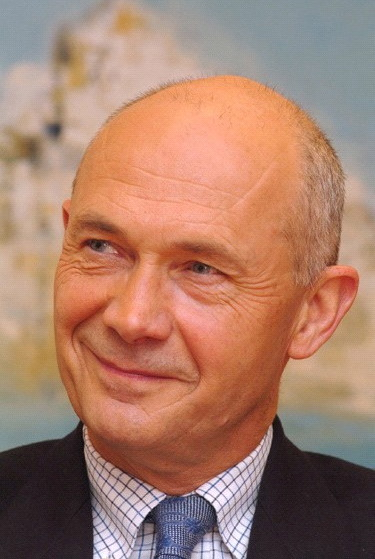
Pascal Lamy
(mars 2006)

- Mardi 7 juillet 2009, OMC : Selon Pascal Lamy, directeur général de l'Organisation mondiale du commerce, « le pire de la crise en matière sociale est toujours à venir, ce qui veut dire que le pire de la crise en matière politique est toujours à venir ». Les répercussions de la crise serviront également de test de résistance à l'OMC en tant qu'institution capable de contenir le protectionnisme : Si vous voulez vraiment maintenir les échanges commerciaux ouverts, vous devez comprendre [...] que le meilleur moyen est de continuer à ouvrir les échanges commerciaux, d'où « l'urgence » de conclure le cycle de Doha pour la libéralisation des échanges. L'OMC a dénoncé de nouveaux dérapages protectionnistes parmi ses 153 pays membres et revu à la baisse des prévisions 2009 pour le commerce mondial, qui devrait plonger de 10 %, au niveau le plus bas depuis la Seconde Guerre mondiale[26].

- Jeudi 9 juillet 2009, G8, Afrique : Le G8 et les grands pays émergents assurent qu'ils veulent conclure les négociations en 2010 avec le continent africain dans le cadre du cycle de Doha sur la libéralisation du commerce mondial. Les économies africaines, très tournées vers les exportations, sont fortement fragilisées par la crise économique mondiale. Selon le Fonds Monétaire International, la croissance de l'Afrique sub-saharienne devrait chuter à 1,5 % en 2009, après 5,5 % en 2008.

- Vendredi 10 juillet 2009 :

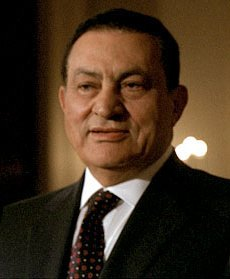
Hosni Moubarak
(mars 2002)

  - G8, Afrique : Le président égyptien Hosni Moubarak demande aux dirigeants des pays riches du G8 de geler provisoirement les dettes des pays africains touchés par la crise économique et de ne pas se laisser tenter par le protectionnisme, lors du sommet G8 de L'Aquila (Italie). Il demande aussi aux pays riches de « fournir des crédits aux pays du continent à des conditions préférentielles », d'« explorer les moyens pour compenser le déficit prévu dans le financement du développement résultant de la crise actuelle de l'économie mondiale » et de « garantir que les plans de soutien à l'économie des grands pays industrialisés n'entraînent pas un développement des politiques protectionnistes et n'accroissent pas le déséquilibre du système commercial international »[27].
  - G8, Afrique : Les dirigeants des pays du G8 et de pays africains (Algérie, Angola, Égypte, Éthiopie, Libye, Nigeria, Sénégal, Afrique du Sud et Union africaine) invités au sommet de L'Aquila annoncent le renforcement de leur partenariat pour améliorer l'accès à l'eau sur le continent africain. Ils se disent « préoccupés par la pénurie croissante des ressources en eau et par le manque dramatique d'un accès durable à l'eau et aux systèmes sanitaires dans de nombreux pays africains », cette situation est un « des obstacles majeurs au développement durable, à la création de richesse et à l'éradication de la pauvreté » sur le continent. Les pays du G8 aideront notamment les pays africains à construire des infrastructures pour améliorer l'accès à l'eau. Ils s'engagent aussi à « améliorer la coordination » avec les donneurs pour que l'aide soit plus efficace et à faire en sorte que l'aide « reflète mieux les priorités nationales ». Les pays du G8 et les pays africains indiquent qu'ils vont continuer « à travailler pour consolider cette coopération en vue de présenter un partenariat renforcé G8-Afrique d'ici la fin de 2009 » et profiteront de la semaine africaine de l'Eau qui doit se tenir en novembre en Afrique du Sud pour avancer sur le sujet[28].

- Lundi 13 juillet 2009, Grippe A(H1N1) : Selon les experts de l'OMS, la pandémie « ne peut pas être arrêtée, et donc tous les pays vont avoir besoin de vaccin ». Les experts ont fixé comme priorité la vaccination des travailleurs du secteur de la santé « afin de maintenir en marche les systèmes de santé ». Le vaccin devrait être prêt en septembre/octobre[29].

- Lundi 20 juillet 2009 : Le nombre de personnes âgées de plus de 65 ans dans le monde devrait plus que doubler d'ici à 2040, passant de 506 millions en 2008 à 1,3 milliard de personnes et représenteront alors 14 % de la population mondiale. Les causes de ce bouleversement est la baisse générale du taux de fécondité, les progrès dans le domaine de la santé et à la génération du baby boom désormais sexagénaire[30].

- Lundi 27 juillet 2009 : Le Conseil économique et social de l'ONU (Ecosoc), réunit à Genève, suspend pour un an le statut consultatif de la Commission arabe des droits de l'Homme sur demande de l'Algérie qui accuse l'ONG d'avoir choisi comme porte-parole un homme recherché pour terrorisme. Les autorités algériennes se sont indignées que l'ONG ait choisi de se faire représenter par Rachid Mesli, un ancien avocat qui, dans les années 1990, avait défendu les leaders du Front islamique du salut Abbassi Madani et Ali Belhadj. L'ancien avocat a été condamné en 1997 à trois ans de prison pour soutien au terrorisme à l'issue d'un procès qualifié d'inéquitable par Amnesty International[31].

- Mercredi 29 juillet 2009 : Le Fonds monétaire international annonce la suspension du paiement des intérêts dus par les pays pauvres jusqu'à fin 2011 et un important accroissement des prêts à 17 milliards de dollars[32].

- Jeudi 30 juillet 2009 :
  - L'ONU a lancé, à la demande de la Bolivie, le processus devant mener à la dépénalisation de la consommation de feuilles de coca, pour qui cette pratique est un « droit des peuples indigènes »[33].
  - Selon le journal Science, les zones de pêche de la planète sont en danger mais elles peuvent être sauvées si les autorités agissent pour réguler la pêche commerciale. 63 % des réserves estimées de poissons dans le monde nécessitent d'être reconstituées pour éviter la disparition d'espèces vulnérables[34].

### Septembre 2009
- Mardi 22 septembre 2009, Unesco : Élection du nouveau secrétaire général, la Bulgare Irina Bokova en remplacement du Japonais Kōichirō Matsuura. Le ministre égyptien de la culture, Farouk Hosni est battu au cinquième tour de scrutin.

- Mercredi 23 septembre 2009, Nations unies : Devant la 64e assemblée générale, le président américain Barack Obama durcit le ton contre l'Iran et la Corée du Nord.

- Jeudi 24 septembre 2009, G20 : 3e sommet du G20 à Pittsburgh (Pennsylvanie). Les participants s'engagent à mettre fin aux « pratiques bancaires antérieures »  et à « encadrer les bonus ».

### Novembre 2009
- Jeudi 19 novembre 2009 : Le représentant spécial de l'ONU en Somalie, Ahmedou Ould-Abdallah, estime devant le Conseil de sécurité, que la piraterie au large de la Somalie doit être combattue de manière multiforme, pas seulement en mer avec une flotte internationale, mais aussi à terre et à l'échelon régional. La piraterie dans cette région est « une affaire très rentable […] Nous devons donc la traiter comme une activité criminelle ayant des tentacules dans de nombreux endroits de la région et du monde ». Pour lui, le déploiement depuis un an par la communauté internationale d'une armada de navires militaires et d'avions pour patrouiller la zone d'action des pirates dans l'océan Indien « a considérablement réduit le nombre des attaques réussies par ceux-ci, en particulier dans le golfe d'Aden », mais le nombre des tentatives n'a pas diminué, « la menace demeure », « les méthodes employées par les pirates sont de plus en plus perfectionnées » et « leur rayon d'action augmente ». En conséquence, la lutte en mer « doit s'inscrire dans un plan d'ensemble qui comprendrait la mise sur pied d'une capacité régionale » ainsi que « le traitement de ses causes profondes »[35].

- Mercredi 25 novembre 2009 : Les membres de la commission internationale d'enquête de l'ONU, sur les massacres du 28 septembre en Guinée, sont arrivés ce soir à Conakry pour une mission de dix jours. Les trois commissaires, Mohamed Bedjaoui, Françoise Kayiramirwa et Pramila Patten ont été accueillis par le ministre de la Justice, le colonel Siba Lohalamou. Le Conseil de sécurité de l'ONU estime que cette commission doit « travailler de manière indépendante pour établir les faits et faire des recommandations sur les mesures à prendre pour déterminer les responsabilités »[36].

### Décembre 2009
- Mardi 8 décembre 2009 : Un haut responsable de l'ONU, Antonio Maria Costa, directeur du Bureau des Nations unies sur la drogue et le crime (ONUDC), a alerté le Conseil de sécurité sur l'utilisation croissante des revenus du trafic de drogue par « les terroristes et les forces anti-gouvernementales » dans toute la région du Sahel africain pour financer leurs opérations : « Nous avons acquis des preuves que deux flux de drogues illicites — l'héroïne dans l'est de l'Afrique et la cocaïne dans l'ouest — se rejoignent désormais dans le Sahara, empruntant de nouveaux itinéraires à travers le Tchad, le Niger et le Mali estimant que des répercussions dans les pays voisins, au Maghreb par exemple, sont inévitables […] Les drogues n'enrichissent pas seulement le crime organisé […] les terroristes et les forces anti-gouvernementales dans le Sahel puisent des ressources du trafic de drogue pour financer leurs opérations, acheter des équipements et payer leurs troupes ».  Alors qu'auparavant le transport de la drogue à travers le Sahara se faisait par caravanes, aujourd'hui le trafic est « de taille supérieure, plus rapide et plus perfectionné, comme l'attestent les débris d'un Boeing-727 trouvés le 2 novembre dans la région de Gao au Mali, une zone affectée par la rébellion et le terrorisme »[37].